# Pontarlier
Pour les articles homonymes, voir Pontarlier (homonymie).
Pontarlier est une commune française, sous-préfecture du département du Doubs, dans la région culturelle et historique de Franche-Comté et la région administrative Bourgogne-Franche-Comté. Située au cœur du massif du Jura, elle est frontalière de la Suisse et traversée par le Doubs. La ville, qui s'est établie dans la plaine d'Arlier à 830 mètres d'altitude, est dominée par le sommet du Grand Taureau qui culmine à 1 323 mètres. Elle comptait 17 928 habitants, appelés Pontissaliens et Pontissaliennes, en 2022. Son agglomération, qui totalisait 23 253 habitants en 2022, est la troisième plus peuplée du département et la quinzième de Bourgogne-Franche-Comté.
Son site, occupé dès le Néolithique, devient sous l'Antiquité un point de passage essentiel entre la Gaule et l'Italie sous le nom d'Ariolica. Au Moyen Âge, la ville se développe en tant que centre commercial sur l'axe reliant la Méditerranée à la mer du Nord. Pontarlier subit de nombreux conflits, notamment la guerre de Dix Ans au XVIIe siècle, au cours de laquelle elle est assiégée en 1639 et partiellement détruite par les troupes de Bernard de Saxe-Weimar. De nombreux incendies au cours des XVIIe et XVIIIe siècles anéantissent davantage la ville. Pontarlier devient au début du XIXe siècle la capitale française de l’absinthe lorsque Henri‑Louis Pernod y installe, en 1805, sa distillerie Pernod Fils, donnant ainsi naissance à une production locale qui connaît un essor spectaculaire : à l’aube du XXe siècle, on y compte une vingtaine de distilleries employant près de 3 000 personnes, grâce à une demande nationale croissante. L’interdiction de l’absinthe en France en 1915 y met un terme brutal.
L'agglomération pontissalienne constitue aujourd’hui le principal pôle économique et commercial du Haut‑Doubs, avec un tissu industriel diversifié dominé par les entreprises Schrader, leader dans la fabrication de valves, Nestlé France, qui produit à Pontarlier des poudres chocolatées Nesquik et Hifi Filter France, acteur européen de la filtration. L’offre commerciale se démarque par une densité remarquable, bien au‑dessus de celle des villes comparables, avec plus de 400 enseignes réparties sur quatre zones majeures, attirant notamment une clientèle suisse et frontalière.
Sa gastronomie est marquée par la présence de la Fromagerie Badoz qui fabrique des fromages tels que le Comté ou le Mont d’Or, et la Distillerie Pierre Guy, productrice d’absinthe traditionnelle, de Pontarlier, un apéritif alcoolisé anisé, et de liqueurs régionales.
Pontarlier présente un patrimoine architectural et culturel riche. L’église Saint‑Bénigne, reconstruite de 1651 à 1666 dans un style roman-gothique comtois avec clocher à dôme impérial et vitraux signés Alfred Manessier, est inscrite aux monuments historiques. L’arc de triomphe classique de la porte Saint‑Pierre, édifié entre 1771 et 1773 pour célébrer la reconstruction de la ville, en est également un symbole majeur. Le musée municipal d’Art et d’Histoire, logé dans une demeure du XVe siècle, présente des collections archéologiques, régionales, d’arts décoratifs et d’objets liés à l’absinthe. La chapelle des Annonciades et la chapelle Notre‑Dame‑de‑l’Espérance, dominant la ville depuis le mont Molar, complètent cet ensemble patrimonial.

## Géographie

Représentations cartographiques de la commune
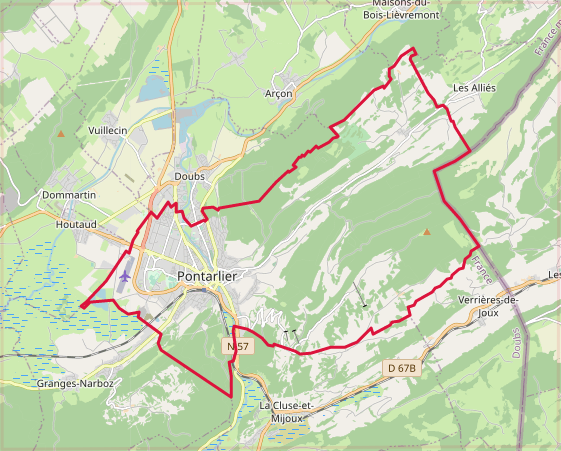
Carte OpenStreetMap.
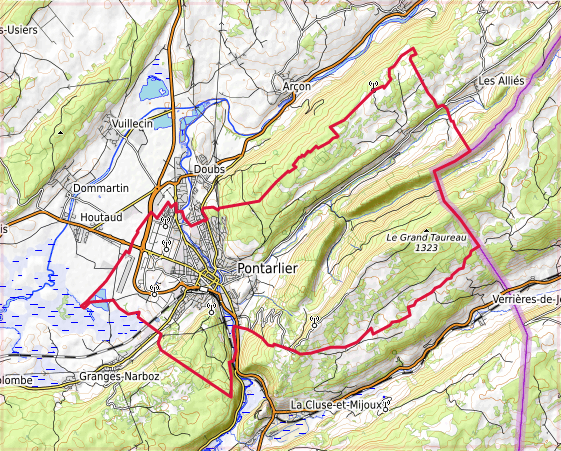
Carte topographique.

### Localisation
La ville se situe dans le centre-est de la France, dans le sud du département du Doubs, en Franche-Comté. Proche de la frontière suisse, elle se trouve plus précisément à 45,3 kilomètres à vol d'oiseau au sud-est de Besançon, et à  48 kilomètres à vol d'oiseau au nord-ouest de Lausanne.
La commune urbaine est placée au pied de la seconde chaine du Jura, à l'extrémité d'une vaste plaine, la plaine d'Arlier, arrosée par le Doubs au nord-est et le Drugeon au sud-ouest, mais aussi au pied de monts traversés par une cluse au sud-sud-est, la cluse de Pontarlier, où s'insinue le Doubs une fois sorti du lac de Saint-Point par les territoires communaux d'Oye-et-Pallet et de La Cluse-et-Mijoux, et au nord-est par une longue combe jurassienne drainée par le ruisseau des Lavaux, autrefois bief des Lavaux. La cluse, passage stratégique sur une route antique, plus encore que la proximité des cols jurassiens, explique l'ancienneté de la ville de Pontarlier, station d'itinéraire protégé et développée par une belle fortification faisant entrer le Doubs, au Ve siècle, par des bandes armées burgondes.
L'axe tracé de la mairie d'Houtaud dans la plaine à la mairie de Pontarlier correspond à une élévation parfois hachée, mais essentiellement linéaire sur 3,7 km, de 810 mètres d'altitude à 830 mètres d'altitude. Si on prolonge le profil au-delà du Doubs et du faubourg Saint-Étienne vers la colline isolée d'Entrepas, aujourd'hui revers de la côte de Jeunet, l'altitude atteint presque 888 mètres en 1 km. Le versant sud-est de la côte Jeunet, qui donne sur le côté opposé à la ville, urbanisé récemment, s'étage entre 845 mètres et 860 mètres d'altitude. Cette colline s'inscrit comme un modeste pivot de l'espace communal, dominant la vallée et la ville devant sa plaine, tout en introduisant vers ces extensions montagnardes. Toutes les hauteurs sommitales communales au sud du débouché de la cluse avoisinent déjà 1 000 mètres d'altitude, mais c'est surtout à l'est et au nord-est que Pontarlier se révèle en commune montagnarde avec plus de 22 km2 de superficie, marquée par des reliefs plissés réguliers affichant des hauteurs maximales, le plus souvent, entre 1 000 mètres et 1 300 mètres d'altitude. Les forêts du Grand Taureau et les anciennes chaumes du Larmont culminent à 1 323 mètres d'altitude, c'est l'endroit oriental où la commune s'accole d'ailleurs à la frontière suisse, entre les communes françaises des Alliés au nord et de Verrière de Joux au sud.
Le point bas de la commune est situé au sud de l'aéroport de Pontarlier et de l'étang qui le borde, dans l'ancienne prairie nivelée du Bief Rouget, au bord du ruisseau à 811 mètres d'altitude. La plaine se caractérise plus à l'est de ce secteur plan par des petits monticules avoisinant 820 mètres d'altitude. Les fines ondulations de terrains rejoignent une fois passé les terrains intercalés entre la ferme de l'Etang sur la commune et l'ancien hameau des "Granges Dessous" au nord de la commune des Granges-Narboz une forte pente qui mènent sur le replat du Charpillot. Ce plateau de Charpillot assez étendu et régulier vers 850 mètres d'altitude lorsqu'il domine au nord le vaste faubourg Saint-Claude de Pontarlier s'élance au sud vers des hauteurs de 880 mètres puis 900 mètres d'altitude en limite communale. Le replat du Charpillot se situe à l'ouest du raide massif du Petit Bois culminant à 990 mètres d'altitude et bordant avec ses extensions sommitales vers le Pré l'Épine, tel un coin, le rebord occidental de la cluse de Pontarlier. Les massifs du Petit-Bois et du Pré l'Épine représentent d'ailleurs la partie septentrionale de la montagne du Laveron.
Plus au nord, dans la même plaine d'Arlier, la rivière Doubs quitte discrètement la commune à un peu plus de 812 mètres d'altitude, pour entrer dans sa commune homonyme.

### Communes limitrophes
| Les communes limitrophes sont La Cluse-et-Mijoux, Les Alliés, Arçon, Dommartin, Doubs, Granges-Narboz, Houtaud, Maisons-du-Bois-Lièvremont et Verrières-de-Joux. Les limites communales de Pontarlier et celles de ses communes adjacentes. | \| Dommartin \| Doubs, Arçon \| Maisons-du-Bois-Lièvremont, Les Alliés \| \| Houtaud \| Pontarlier \| Les Verrières (Canton de Neuchâtel) \| \| Granges-Narboz \| La Cluse-et-Mijoux \| Verrières-de-Joux \| |                                        |
| Dommartin | Doubs, Arçon | Maisons-du-Bois-Lièvremont, Les Alliés |
| Houtaud | Pontarlier | Les Verrières (Canton de Neuchâtel)    |
| Granges-Narboz | La Cluse-et-Mijoux | Verrières-de-Joux                      |

### Géologie et relief

Carte géologique simplifiée des unités structurales du massif du Jura.

Le territoire communal s'inscrit dans la grande région naturelle, relative au tertiaire moyen, du Jura interne, où elle s'est implantée dans une dépression correspondant à une cuvette synclinale préglaciaire, la plaine de Frasne - Bonnevaux (appelée aussi plaine de l’Arlier, il s'agit plus précisément d'un synclinorium), au débouché d’une importante cluse (cluse de Pontarlier, passage obligé au sein du massif du Jura), où s'est formé un delta glacio-lacustre. Le décrochement de Pontarlier recoupe toute la Haute-Chaîne du Jura, depuis le nord de Lausanne jusqu'au plateau d'Ornans-Valdahon. Ce décrochement se traduit dans le paysage par une longue dépression linéaire due à l'érosion des terrains fracturés, ce qui favorise le drainage des eaux : le cours du Doubs passe par ce décrochement qui permet le captage des eaux de la rivière en profondeur vers la Loue, car la faille interrompt la continuité des marnes imperméables du Lias. Le face à face de plis anticlinaux et synclinaux oblige le Doubs à suivre le décrochement sur plusieurs kilomètres dans la zone de Pontarlier, avant de reprendre son cours vers le NE. La carte géologique de Pontarlier présente un sous-sol composé de terrains alluvionnaires glaciaires et des moraines.

### Hydrographie
La commune est traversée par le Doubs, première ville importante à être traversée par cette rivière. Le ruisseau des Lavaux (d'une longueur de 12 km) prend sa source dans la commune des Bayards en Suisse et rejoint le Doubs à proximité du centre-ville.

### Climat
Pour des articles plus généraux, voir Climat de la Bourgogne-Franche-Comté et Climat du Doubs.
En 2010, le climat de la commune est de type climat de montagne, selon une étude du Centre national de la recherche scientifique s'appuyant sur une série de données couvrant la période 1971-2000. En 2020, Météo-France publie une typologie des climats de la France métropolitaine dans laquelle la commune est exposée à un climat de montagne ou de marges de montagne et est dans la région climatique Jura, caractérisée par une forte pluviométrie en toutes saisons (1 000 à 1 500 mm/an), des hivers rigoureux et un ensoleillement médiocre.
Pour la période 1971-2000, la température annuelle moyenne est de 7,6 °C, avec une amplitude thermique annuelle de 16,6 °C. Le cumul annuel moyen de précipitations est de 1 569 mm, avec 13,3 jours de précipitations en janvier et 11,5 jours en juillet. Pour la période 1991-2020, la température moyenne annuelle observée sur la station météorologique installée sur la commune est de 8,8 °C et le cumul annuel moyen de précipitations est de 1 463,6 mm. 
La température maximale relevée sur cette station est de 38 °C, atteinte le 25 juillet 2019 ; la température minimale est de −32 °C, atteinte le 12 janvier 1987,,.
| Mois                                  | jan.           | fév.           | mars           | avril            | mai           | juin          | jui.           | août           | sep.            | oct.          | nov.           | déc.             | année    |
| ------------------------------------- | -------------- | -------------- | -------------- | ---------------- | ------------- | ------------- | -------------- | -------------- | --------------- | ------------- | -------------- | ---------------- | -------- |
| Température minimale moyenne (°C)     | −3,6           | −3,7           | −0,6           | 2,2              | 6,2           | 9,7           | 11,4           | 11,1           | 7,7             | 4,6           | 0,3            | −2,5             | 3,6      |
| Température moyenne (°C)              | 0,5            | 1              | 4,6            | 7,9              | 11,8          | 15,4          | 17,5           | 17,3           | 13,4            | 9,8           | 4,6            | 1,3              | 8,8      |
| Température maximale moyenne (°C)     | 4,6            | 5,7            | 9,8            | 13,6             | 17,3          | 21,2          | 23,5           | 23,5           | 19,1            | 15            | 8,8            | 5,1              | 13,9     |
| Record de froid (°C) date du record   | −32 12.01.1987 | −26,2 01.02.03 | −21,7 02.03.05 | −10,8 08.04.1956 | −6 01.05.1945 | −2 03.06.1980 | 0,8 07.07.1962 | 0,1 31.08.1995 | −3,3 30.09.1995 | −9,7 25.10.03 | −16,4 30.11.10 | −23,2 27.12.1962 | −32 1987 |
| Record de chaleur (°C) date du record | 20,1 30.01.02  | 21,5 24.02.21  | 24,9 31.03.21  | 27 21.04.18      | 33 28.05.1945 | 35 26.06.19   | 38 25.07.19    | 37 24.08.23    | 32,8 10.09.23   | 29,4 07.10.09 | 23,5 08.11.15  | 20,3 16.12.1989  | 38 2019  |
| Précipitations (mm)                   | 115,3          | 105,4          | 107,5          | 105              | 139,9         | 124,5         | 123,1          | 121,3          | 113,6           | 128,9         | 131,4          | 147,7            | 1 463,6  |

| Diagramme climatique                                  |              |              |            |              |              |               |               |              |            |             |              |
| J                                                     | F            | M            | A          | M            | J            | J             | A             | S            | O          | N           | D            |
| 4,6−3,6115,3                                          | 5,7−3,7105,4 | 9,8−0,6107,5 | 13,62,2105 | 17,36,2139,9 | 21,29,7124,5 | 23,511,4123,1 | 23,511,1121,3 | 19,17,7113,6 | 154,6128,9 | 8,80,3131,4 | 5,1−2,5147,7 |
| Moyennes : • Temp. maxi et mini °C • Précipitation mm |              |              |            |              |              |               |               |              |            |             |              |

Les paramètres climatiques de la commune ont été estimés pour le milieu du siècle (2041-2070) selon différents scénarios d'émission de gaz à effet de serre à partir des nouvelles projections climatiques de référence DRIAS-2020. Elles sont consultables sur un site dédié publié par Météo-France en novembre 2022.

### Environnement
La région de Pontarlier est caractérisée par des hivers froids et secs, qui n'excluent pas une grande richesse écologique, liée à la variété des milieux de moyenne montagne et à la présence de forêts. L'enneigement favorise les activités liées au ski.

## Urbanisme

### Typologie
Au 1er janvier 2024, Pontarlier est catégorisée centre urbain intermédiaire, selon la nouvelle grille communale de densité à 7 niveaux définie par l'Insee en 2022.
Elle appartient à l'unité urbaine de Pontarlier, une agglomération intra-départementale dont elle est ville-centre,. Par ailleurs la commune fait partie de l'aire d'attraction de Pontarlier, dont elle est la commune-centre,. Cette aire, qui regroupe 54 communes, est catégorisée dans les aires de moins de 50 000 habitants,.

### Occupation des sols

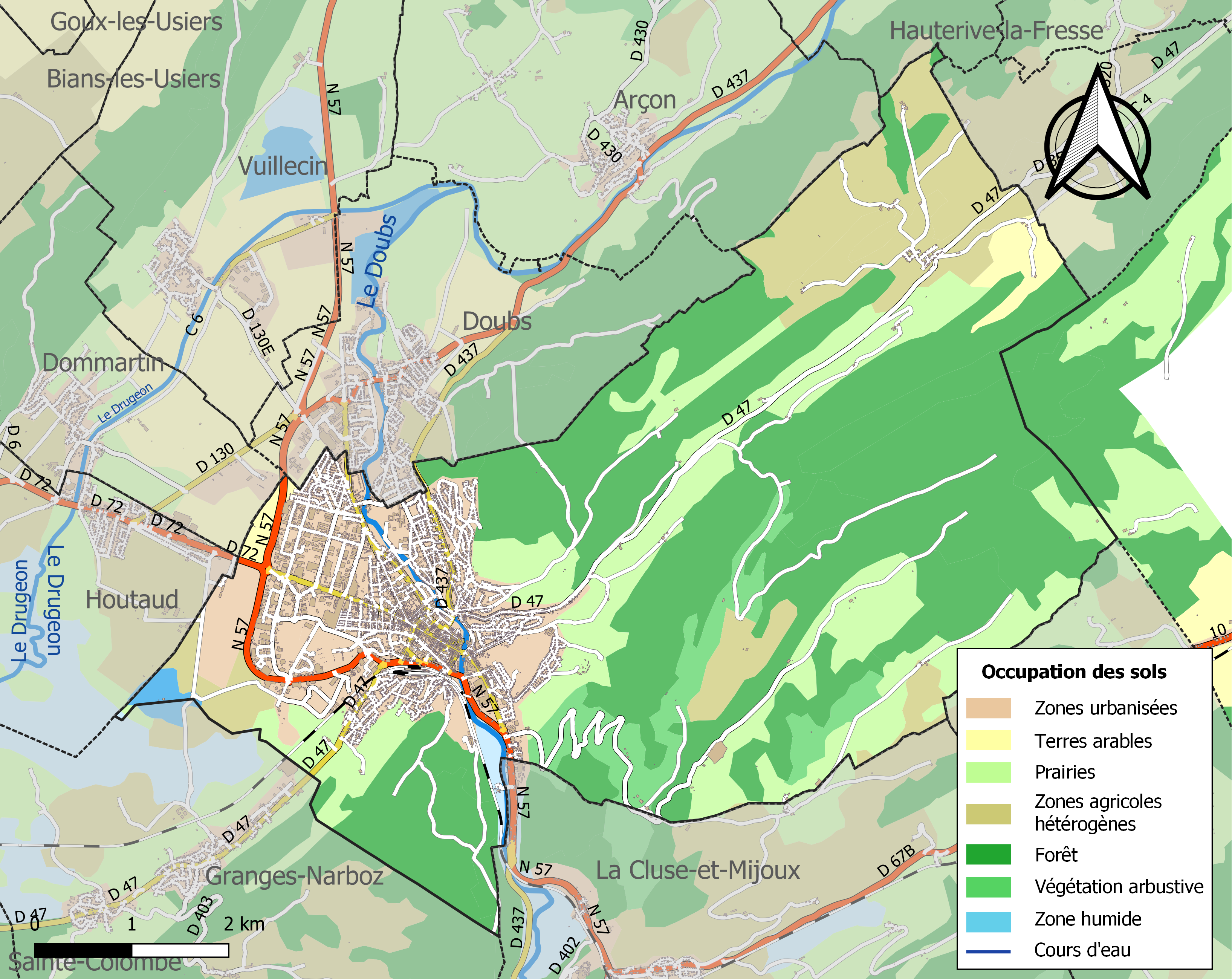
Carte des infrastructures et de l'occupation des sols de la commune en 2018 (CLC).

L'occupation des sols de la commune, telle qu'elle ressort de la base de données européenne d’occupation biophysique des sols Corine Land Cover (CLC), est marquée par l'importance des forêts et milieux semi-naturels (49,6 % en 2018), en diminution par rapport à 1990 (56,7 %). La répartition détaillée en 2018 est la suivante : 
forêts (44,8 %), prairies (18,4 %), zones agricoles hétérogènes (12 %), zones urbanisées (10,5 %), zones industrielles ou commerciales et réseaux de communication (5,1 %), milieux à végétation arbustive et/ou herbacée (4,8 %), espaces verts artificialisés, non agricoles (1,8 %), terres arables (1,8 %), zones humides intérieures (0,5 %), eaux continentales (0,3 %). L'évolution de l’occupation des sols de la commune et de ses infrastructures peut être observée sur les différentes représentations cartographiques du territoire : la carte de Cassini (XVIIIe siècle), la carte d'état-major (1820-1866) et les cartes ou photos aériennes de l'IGN pour la période actuelle (1950 à aujourd'hui).

### Morphologie urbaine

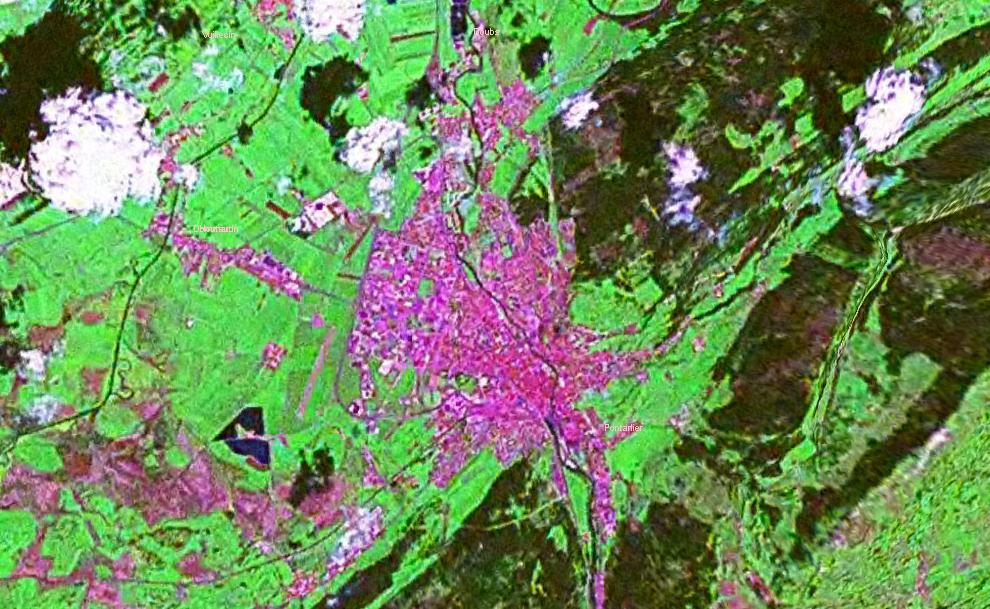
Vue satellite de Pontarlier.

La ville s'est développée à l'extrémité orientale, légèrement relevée du plateau d'Arlier, à environ 830 mètres d'altitude, au pied du Larmont (1 323 mètres). Elle est traversée par le Doubs.
La ville possède plusieurs parcs fleuris dont notamment le Grand Cours et la place Clemenceau mais aussi de nombreux monuments, tels la porte Saint-Pierre  qui se présente sous la forme d'un arc de triomphe surmonté d'un « Haut » clocher, la chapelle de l'Espérance, l'église Saint-Bénigne, qui témoigne de l'importance de Pontarlier durant le Moyen Âge.
Le château de Joux, situé sur la commune limitrophe de La Cluse-et-Mijoux, est l'un des hauts lieux de l'histoire féodale et militaire du Haut-Doubs.

### Logement
Au recensement de 2022, la commune comptait 10 293 logements dont 9 225 étaient des résidences principales, 699 des logements vacants et 368 des résidences secondaires. Le nombre de logements situé dans des immeubles collectifs s'élève à 8 101 appartements, soit 78,7 % du total, et 2 139 maisons individuelles. Sur les 9 133 résidences principales construites avant 2020 que compte la commune, 1276 (14 %) ont été achevées avant 1946, 2 910 (31,9 %) de 1946 à 1970, 3 012 (33 %) de 1971 à 1990 et 1 935 (21,2 %) de 1991 à 2019. L'ancienneté d'emménagement dans la résidence principale montre que sur une population des ménages de 17 725 habitants en 2022, 6 858 ont emménagé depuis 10 ans ou plus, 3 409 depuis 5 à 9 ans et 7 458 depuis moins de 5 ans.
| 1968  | 1975  | 1982  | 1990  | 1999  | 2006  | 2011  | 2016  | 2022   |
| ----- | ----- | ----- | ----- | ----- | ----- | ----- | ----- | ------ |
| 5 777 | 6 901 | 7 388 | 8 095 | 8 824 | 9 172 | 9 388 | 9 687 | 10 293 |

### Voies de communication et transports

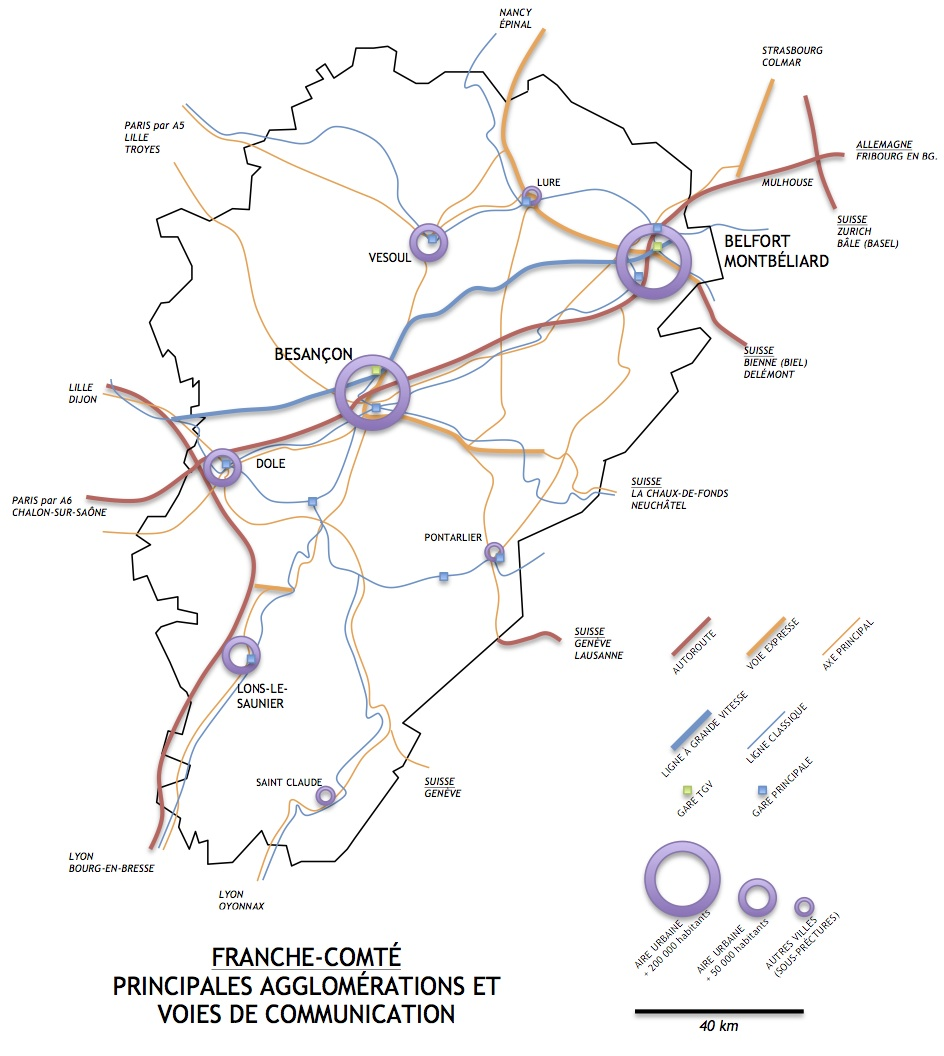
Situation de Pontarlier au sein des voies de communications franc-comtoises.

L'accès à Pontarlier se fait principalement par voie routière, l'axe principal desservant la commune étant la RN 57 qui la relie au nord à Besançon (60 kilomètres) et l'A36 (70 kilomètres) et au sud à Lausanne (67 kilomètres) et au réseau autoroutier suisse. La route départementale 437, qui irrigue une bonne partie du massif du Jura, est un axe secondaire important qui permet de rejoindre Mouthe (30 km), Saint-Laurent-en-Grandvaux (56 km) et Saint-Claude (86 km) au sud et Morteau (32 km), Maîche (61 km) et Montbéliard (100 km) au nord.
Du 31 mai 1987 au 15 décembre 2013, des rames du TGV Lyria desservaient la gare de Pontarlier en provenance de Paris-Gare-de-Lyon et Berne (Suisse) avec un aller et retour quotidien. La desserte ferroviaire de la ville est actuellement assurée par des trains régionaux TER qui la relient à la gare de Frasne et à la gare de Dole-Ville côté français et à la gare de Neuchâtel côté suisse. L'aérodrome de Pontarlier se situe à l'ouest de la ville, l'aéroport de Dole-Jura est distant de 86 km et l'aéroport international de Genève (Suisse) est situé à un peu plus d'une heure de route (116 km).
La desserte intra-urbaine de la ville est réalisée par le réseau de transports en commun TCP, anciennement Pontabus (groupe Keolis) qui se compose d'une ligne régulière de bus dont le service est assuré en semaine entre 7 heures le matin et 19 heures le soir, et le samedi de 8 h à 18 h 30. Aucun bus ne circule les dimanches, jours fériés et après 19 heures.

### Risques naturels et technologiques

#### Risques sismiques
L'ensemble du territoire de la commune de Pontarlier est situé en zone de sismicité no 3 (modérée), comme la plupart des communes situées sur le plateau jurassien,.
| Type de zone | Niveau            | Définitions (bâtiment à risque normal) |
| ------------ | ----------------- | -------------------------------------- |
| Zone 3       | Sismicité modérée | accélération = 1,1 m/s2                |

## Toponymie
Une station de l'Itinéraire d'Antonin, Ariolica, située entre Urba (Orbe) et Vesontio (Besançon), semble correspondre à Pontarlier. Elle est, sur un autre itinéraire d'Antonin par les Alpes grées, de Milan ( Mediolanum ) à Strasbourg ( Argentoratum ), nommée Arioricam et également placée entre Visontionem et Urbam. Elle est appelée Abrolica sur la table Théodosienne.
Au IVe siècle, les toponymes Ariola, Ariolica ou Arciola désignent la ville antique, à l'origine de Pontarlier, sur l'axe marchand fréquenté entre Italie cisalpine et Séquanaise. La Table de Peutinger indique Ariarica, Ariolica ou Abiolica. C'est à l'époque carolingienne une étape de la célèbre Via Francigena.
Au XIIIe siècle, on trouve la forme relatinisée Pontarlum pour désigner la ville, probablement à partir du nom du quartier marchand ou passage emblématique de la ville médiévale. Punterli est attesté en 1255. Pons Arleium et Pons articiorum restent aussi des formes latines savantes.
Ce toponyme originel explique l'élément -arlier dans la deuxième partie du nom de Pontarlier et dans celui de sa plaine, la Chaux d’Arlier, avec cependant une substitution de finale, -ie (issue de -ica) ayant été remplacé par -ier. L'élément Pont- (issu du gallo-roman PONTE) a été ajouté au toponyme initial à l'époque médiévale comme on l'observe souvent (cf. Pontfarcy, Calvados, Pons Falsi 1278 ; Pont-de-Ruan, Indre-et-Loire, Rotomagus Ve siècle, Ponte Ruanni 1247).
L'identification exacte du second élément -arlier est plus complexe, et l'on doit sans doute se baser sur la forme Ariolica qui est la seule qui soit récurrente dans les formes anciennes, les autres étant vraisemblablement des cacographies. En outre, le type Ariolica est bien représenté dans la toponymie de la Gaule. Xavier Delamarre interprète ce type toponymique Ario-lica « (lieu) Devant-la-Falaise » ou « La Roche-Devant », plutôt que « Noble-Roche ». Il serait basé sur les éléments celtiques ario- de l'indo-européen *prio [*prhio] « qui est en avant, éminent », racine *per(h) « devant, en avant », d'où le sens dérivé « qui est en avant, éminent ». Le second élément -lica représenterait lica ou licca « pierre plate, dalle », peut-être aussi « falaise ».
Pontarlier est couramment surnommé Pontus. Son nom en arpitan (dialecte burgondan) est Pontarliér (ORB) qui est prononcé localement Pontali ou Pontalie, on le retrouve dans le dicton « On ot biau verie, deverie, On ne voit ra d'té que Pontalie »,.

## Histoire

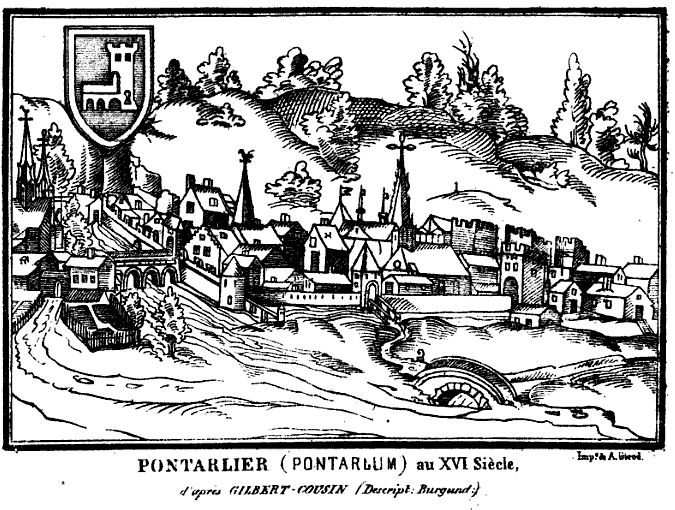
Pontarlier au XVI D'après Gilbert Cousin. Par Claude Luc

### Période antique
Dès l'Antiquité, la cluse de Joux, située à 5 km de la ville, est connue comme le lieu de passage principal pour traverser le massif du Jura. Aux premiers siècles de notre ère, le futur site de Pontarlier se situe sur le territoire des Séquanes et se dénomme Ariolica.

### Premier essor urbain au temps burgondes et mérovingiens
Au centre du pagus Warasch, soumis à l'autorité militaire burgonde au cours du Ve siècle, Ariolica ou la Pontarlier antique s'impose en centre commercial et marchand, la ville est placée sur un axe d'échanges déterminant pour relier l'Italie au sud et la gaule séquanaise au nord en passant par les Alpes et le Jura. Cet espace convoité, lieu de passage stratégique est gardé puis administré par les Burgondes chrétiens installés en Sapaudia, bien avant que leurs rois n'investissent Lugdumum et fondent un grand royaume en descendant le Rhône et en remontant la Saône. En 524, le royaume burgonde en sursis, certes réduit et soumis à la pression franque au nord et ostrogothique au sud, est encore présent sur cet axe marchand. Il s'effondre une décennie plus tard.
En 2020, sur le site du parc d'activités économiques des Gravilliers à 1 km de Pontarlier, l'ensemble bâti d'un village d'éleveurs mérovingien est mis au jour par les archéologues de l’Inrap. Le site est entier et unique, il date des VIe et VIIe siècles de notre ère. Cet habitat mérovingien comporte une dizaine de grands bâtiments de 200 à 300 m2 chacun. Le site est occupé pendant près de 200 ans. L'apparition de ce village est contemporaine de la période de conquête du royaume des Burgondes par les Francs. Selon les archéologues, les Francs auraient déplacé une famille de nobles germaniques, avec sa suite, pour l'implanter dans ce domaine afin d'asseoir leur domination sur le bourg de Pontarlier.

### Époque moderne après l'occupation militaire française
À l'instar du Haut-Doubs et de la Franche-Comté, Pontarlier souffre beaucoup de l'invasion des armées royales française durant la guerre de Dix Ans, d'autant plus la longue guerre traine en cortège épidémies pesteuses et disettes récurrentes. La ville forte est assiégée le 16 janvier 1639 par les troupes souabes du duc de Weimar, puis occupée après capitulation et enfin au mépris des accords, pillée et incendiée 2 juillet 1639 .
La puissance militaire française, pragmatique, ne change pas notablement le pays conquis. Pontarlier, une des plus anciennes villes de Franche-Comté, reste de la Comté et du diocèse, du parlement et intendance de Besançon, avec bailliage et gouvernement particulier, malgré la disparition rapide de la vieille institution aristocratique du baroichage.
La ville est marquée par cinq autres graves incendies récurrents, en 1656, 1675, 1680, 1736 et 1754. Ces incendies exclusivement urbains diffèrent des brasiers allumés par les troupes de la Confédération suisse en 1475 dans la ville et les villages environnants.

### Époque contemporaine
La commune de Pontarlier est officiellement crée en 1790 dans le département du Doubs. Elle est chef-lieu de district et de canton.
Après 1801, elle devient sous-préfecture du quatrième arrondissement du département du Doubs, et dispose d'un tribunal de première instance. À la fin du Premier Empire, cet arrondissement comporte cinq cantons : Levier, Montbenoît, Morteau, Mouthe et Pontarlier.
Lors de la Restauration, la commune de Pontarlier affiche avec fermeté ses anciennes armes héraldiques de couleur rouge (gueules) avec un pont blanc (argent), qui se décrivaient ainsi dans l'ancienne communauté : "de gueules à un pont de trois arches mouvant du deuxième ayant à l'autre bout une tour crénelée d'argent".
En 1850, la ville, à 58 km au sud-est du chef-lieu du département Besançon, enserré entre les montagnes jurassiennes au débouché d'une cluse, entourée d'un air vif et sain selon le corps médical, est régulièrement bâtie, disposant de rues droites, propres et bordées de maisons d'une architecture élégante. Parmi les bâtiments publics, se remarquent la halle, l'hôtel de ville, le collège communal, l'hôpital et la bibliothèque. Les édiles bourgeois ont fait aménagé de jolies et paisibles promenades. Un corps de caserne de cavalerie rend visible ses fonctions militaires. La commune garde une vocation industrielle ancienne, avec de belles forges et des martinets, des feux d'affinerie et un haut fourneau, diverses fabriques métallurgiques d'outils, des taillanderies produisant faux et faucilles de qualité, une usine moderne à cuivre, une papeterie, des ateliers de boissellerie et des scieries hydrauliques, des tanneries traitant les peaux de vache en cuir en aval de la ville, des brasseries en croissance et autres usines de distillation pour produire de l'absinthe, des eaux-de-vie et autres alcools en quantité.
Jeudi est jour de marché. Les foires populeuses se déroulent le quatrième jeudi d'avril, les troisième de juin et de juillet en été, le second de décembre. L'important commerce ordinaire de fromages, en particulier de meules de gruyère, de bestiaux de toutes espèces, de chevaux de trait, d'eau de vie de cerise de la vallée et d'absinthe devient considérable lors des foires. Le marbre, le gypse, les bois de construction, les fers, les cuirs ouvrés, la boissellerie, l'horlogerie sont aussi l'objet d'un commerce très actif avec la Suisse voisine. L'absinthe, du moins le secret de fabrication, a été introduite de Suisse par les frères Pernod. Cette dernière fée verte de Pontarlier inspire écrivains et artistes, comme Baudelaire, Verlaine et Van Gogh.
Le 11 août 1901, Pontarlier subit un orage La foudre s’abat sur la ville et notamment sur le site de la société Pernod. La foudre tombe sur le dôme électrique de l'usine et l'incendie gagne celle-ci et ses cuves renfermant des milliers de litres d’alcool, prêtes à causer de gros dégâts. Selon Joël Guiraud, l’ancien conservateur du musée de Pontarlier, les cuves ont été ouvertes et leur contenu déversé dans le Doubs. Cet épisode permettra au passage de mettre en évidence la résurgence de la Loue avec le Doubs.
Le fort Catinat et le fort Mahler situés sur sa commune font partie du système Séré de Rivières puis de la ligne Maginot. Ils défendirent la cluse de Pontarlier en 1940 lors de l'invasion allemande.

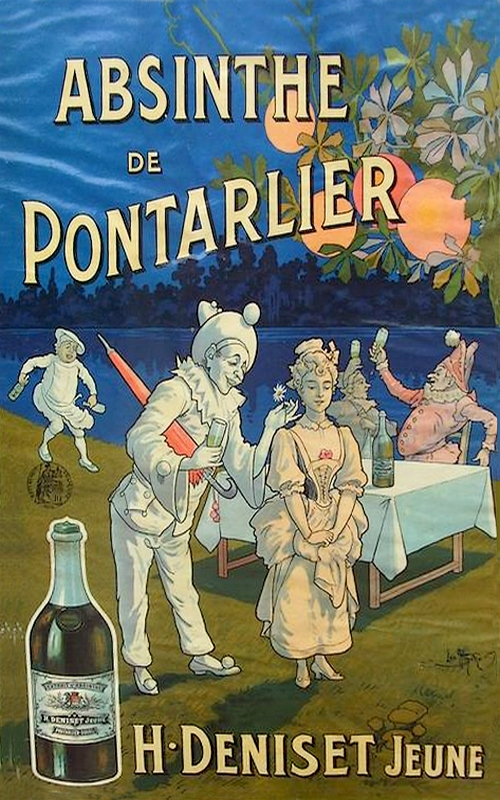
Absinthe de Pontarlier H. Deniset Jeune, affiche d'Auzolle, vers 1910.

Pontarlier était à la Belle Époque la plus grosse productrice de liqueur d'absinthe, et à ce titre considérée comme la capitale de l'absinthe, jusqu'à son interdiction en 1915 déterminée par de multiples contrefaçons bas de gamme et toxiques, qui existaient d'ailleurs depuis des décennies. L'absinthe dans sa recette traditionnelle a été réintroduite par la Distillerie Pierre Guy de Pontarlier en décembre 2001.
Pontarlier est également une ville pionnière de l'aviation. La première page de l'histoire aéronautique de la ville est écrite, le 29 octobre 1910, par Auguste Junod à bord de son biplan Farman de 50 ch. Ce premier vol suscite l'admiration de la foule venue très nombreuse pour admirer cette machine. Les 2 et 3 juillet de l'année suivante sont marqués par l'arrivée de deux autres machines à Pontarlier pour effectuer le premier meeting aérien de Franche-Comté. L'événement attire environ 10 000 personnes. L'aéroclub de Pontarlier est créé 20 ans plus tard, le 12 mars 1930, par une poignée de passionnés d'aviation. À cette époque, l'association, présidée par Eugène Thévenin ne dispose pas encore d'avion, faute de fonds suffisants. Leurs premières actions visent donc à réunir de l'argent. Le 13 mai 1934 l'aéroclub reçoit son premier avion, un Potez 43, monoplan triplace de 100 ch., baptisé pour l'occasion : Ville de Pontarlier. Toute une génération d'appareils suit ce précurseur.
Pontarlier est libérée le 5 septembre 1944 par la 3e DIA, qui fait partie des troupes débarquées en Provence.

## Politique et administration

### Jumelages
Pontarlier est jumelée à trois villes :
- Villingen-Schwenningen (Allemagne) depuis 1964 ;
- Zarautz (Espagne) depuis 1994 ;
- Yverdon-les-Bains (Suisse) depuis mai 2003.

L’un des aspects les plus importants des relations qui s’instaurent dans le cadre du jumelage entre ces villes et Pontarlier réside dans un rapprochement des populations. Ainsi, en 2004, une grande fête des jumelages a été organisée par la ville de Pontarlier, réunissant ses villes jumelées et représentants afin de célébrer le rapprochement et les différents échanges qui les unissent.
Les voeux et les serments de jumelage sont souvent renouvelés, comme durant l'année 2014 avec la ville allemande (50 ans de jumelage) et du Pays-Basque espagnol (20 ans).

## Tourisme
La ville se situe sur l'itinéraire franco-suisse de la Route de l'absinthe. Elle fait également partie du réseau des Plus Beaux Détours de France. Lointain héritier des pionniers de l'aviation, l'aéroclub de Pontarlier a pris un véritable envol et est doté de deux pistes de 1 000 mètres (dur et herbe), ainsi que d'une flotte de cinq avions à ailes hautes, à ailes basses, biplace, triplace ou quadriplace.

## Population et société

### Démographie
L'évolution du nombre d'habitants est connue à travers les recensements de la population effectués dans la commune depuis 1793. Pour les communes de plus de 10 000 habitants les recensements ont lieu chaque année à la suite d'une enquête par sondage auprès d'un échantillon d'adresses représentant 8 % de leurs logements, contrairement aux autres communes qui ont un recensement réel tous les cinq ans,.

En 2022, la commune comptait 17 928 habitants, en évolution de +3,73 % par rapport à 2016 (Doubs : +1,88 %, France hors Mayotte : +2,11 %).
| 1793  | 1800  | 1806  | 1821  | 1831  | 1836  | 1841  | 1846  | 1851  |
| ----- | ----- | ----- | ----- | ----- | ----- | ----- | ----- | ----- |
| 3 348 | 3 771 | 3 526 | 4 254 | 4 707 | 4 922 | 4 965 | 5 136 | 4 953 |

| 1856  | 1861  | 1866  | 1872  | 1876  | 1881  | 1886  | 1891  | 1896  |
| ----- | ----- | ----- | ----- | ----- | ----- | ----- | ----- | ----- |
| 4 909 | 5 007 | 4 945 | 4 975 | 5 714 | 6 118 | 8 098 | 7 187 | 7 577 |

| 1901  | 1906  | 1911  | 1921   | 1926   | 1931   | 1936   | 1946   | 1954   |
| ----- | ----- | ----- | ------ | ------ | ------ | ------ | ------ | ------ |
| 7 963 | 8 776 | 9 439 | 10 203 | 11 827 | 11 984 | 12 840 | 12 722 | 13 768 |

| 1962   | 1968   | 1975   | 1982   | 1990   | 1999   | 2006   | 2011   | 2016   |
| ------ | ------ | ------ | ------ | ------ | ------ | ------ | ------ | ------ |
| 15 382 | 16 442 | 17 983 | 17 781 | 18 104 | 18 360 | 18 778 | 17 998 | 17 284 |

| 2021   | 2022   | - | - | - | - | - | - | - |
| ------ | ------ | - | - | - | - | - | - | - |
| 17 849 | 17 928 | - | - | - | - | - | - | - |

L'unité urbaine, composée des communes de Pontarlier, Doubs, Houtaud et Dommartin, atteignait 22 605 habitants en 2019. L'aire d'attraction totalisait 49 878 habitants.

### Enseignement
La commune de Pontarlier héberge de nombreux établissements scolaires sur son territoire dont :

Écoles maternelles (9 écoles) :
- École Charles-Péguy
- École Cordier
- École Joliot-Curie
- École Les Pareuses
- École Pergaud
- École Raymond-Faivre
- École Vannolles
- École Vauthier
- École Saint-Joseph (privé)

Écoles primaires (7 écoles) :
- École Cordier
- École Cyril-Clerc
- École Joliot-Curie
- École Péguy
- École Pergaud
- École Vauthier
- École Saint-Joseph (privé)

Collèges (4 collèges) :
- Collège André-Malraux
- Collège Lucie-Aubrac
- Collège Philippe-Grenier
- Collège Les Augustins (privé)

Lycées (2 lycées) :
- Lycée Xavier-Marmier
- Lycée Les Augustins (privé)

Lycées professionnels (4 lycées) :
- Lycée professionnel Toussaint-Louverture
- Lycée professionnel Saint-Bénigne (privé)
- Maison familiale rurale (privé)
- Lycée Jeanne-d'Arc (privé)

Formations BTS (3 BTS) :
- Lycée Xavier-Marmier
- Lycée technologique Jeanne-d'Arc (privé)
- Maison familiale rurale (privé)

École d'infirmier(ère) :
- Institut de Formation en Soins Infirmiers (privé)

### Santé et secours
La commune de Pontarlier héberge de nombreux établissement sanitaires et sociaux.

#### Établissements de secours aux personnes
Le centre de secours principal (CSP) : le centre de secours principal de Pontarlier, composé d'environ 50 sapeurs-pompiers professionnels et 50 sapeurs-pompiers volontaires, assure en moyenne 2 400 interventions annuelles. Le Groupe de Reconnaissance et d'Intervention en Milieu Périlleux (GRIMP) est spécialisé dans les actions en moyenne montagne notamment dans l'évacuation de personnes bloquées en télésiège. Plusieurs équipes spécialisées sont présentes au centre de secours principal de Pontarlier :
- GRIMP ;
- plongeurs et sauveteurs aquatiques ;
- risques chimiques.

Une association affilié à la Fédération française de sauvetage et de secourisme.
Un centre de la Croix-rouge française.

#### Établissements médicaux et para-médicaux
- Le Centre Hospitalier intercommunal de Haute-Comté qui dépend du CHU de Besançon. Il assure les interventions chirurgicales les plus courantes sur tout le Haut-Doubs. (Les cas plus compliqués sont envoyés à Besançon, Nancy, Lyon, Lausanne ou Genève). Le CHI est composé de pôles de médecine, chirurgie, mère-enfant, urgences-SMUR, psychiatrique, gériatrique et de rééducation. Une Drop Zone est installée au sein du centre hospitalier permettant à l'hélicoptère de la sécurité civile ou fréquemment à la garde aérienne Suisse de sauvetage de déposer ou prendre en charge rapidement un patient.
- La clinique Saint Pierre (maison de convalescence).
- Le centre médico psycho pédagogique (C.M.P.P.)
- Le Grand Vallier (unité psychiatrique)
- Le point écoute régional (Aide pour les jeunes en détresse, l'IVG, la contraception, etc.)
- Centre médico social
- Centre de protection maternelle et infantile (PMI).
- Centre communal d'action sociale (CCAS)
- EHPAD du Larmont (maison de retraite médicalisée)
- Maison médicale Simone Veil (inaugurée en septembre 2019)

### Sports
La commune compte de nombreux clubs sportifs :
- Club Nautique Pontarlier Triathlon
- Aéroclub de Pontarlier
- CA Pontarlier (football)
- CA Pontarlier (handball)[44]
- Club athlétique Pontarlier rugby
- Club Athlétique Pontarlier Tennis de Table
- Cercle d'escrime du Haut Doubs
- CA Pontarlier Basketball[45]
- Société de tir de Pontarlier[46]
- Aigles de Pontarlier (Roller hockey de Pontarlier)
- Club Alpin Français : CAF Haut-Doubs
- Pontarlier gym
- Canoë Kayak Pontarlier
- DSA (Doubs Sud Athlétisme)
- Vélo-Club Pontissalien (VCP)
- Club cyclotouriste Pontarlier
- Station de ski du Larmont
- GESP (club de plongée)
- Everest Frisbee Club
- Boxing-Club Pontissalien
- CA Pontarlier Lutte
- Pontarlier Badminton
- Club des skieurs randonneurs pontissaliens
- Airsoft Pontarlier Blizzard Squad

Pontarlier a accueilli le Tour de France à six reprises, avec des départs en 1960, 1972, 1985, 2001, 2009 et 2025, et des arrivées en 1972, 1985 et 2001 et 2025. Parmi les étapes marquantes, celle du 15 juillet 2001 en tre Colmar et Pontarlier est particulièrement mémorable : une échappée a terminé avec 35 minutes d'avance sur le peloton, un écart record depuis la Seconde Guerre mondiale. En 1985, une étape s'est terminée au sommet de la côte de Larmont, station de sports d'hiver située à 7 km au sud-est de Pontarlier.

### Manifestations culturelles et festivités

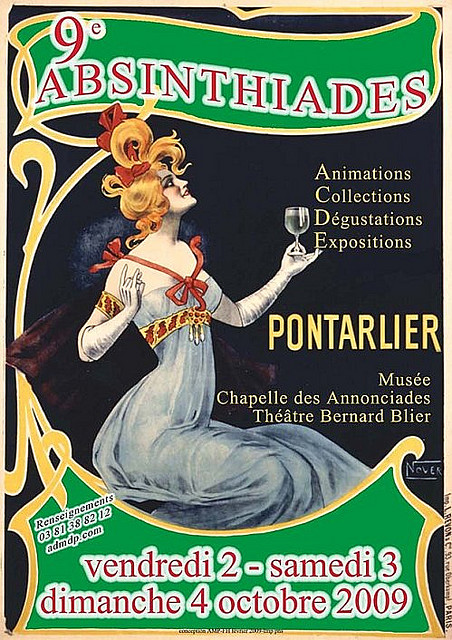
Absinthiades, en 2009

De nombreuses manifestations se déroulent sur le territoire de la commune :
- Rencontres internationales de cinéma de Pontarlier
- Biennale de cinéma d'animation
- Fête de l'absinthe
- « Les Estivales »
- « Artisans au Grand Cours »
- « La ville aux artistes »
- Festival de théâtre « Paroles en marge »[47]
- Festival de Théâtre Amateur et Populaire (FTAP)[47]
- Championnat de France de tarot
- Défilé des Classes, le premier dimanche d'avril
- Le super comice (une fois tous les 5 ans)
- La Decath'Raid (Jungle Run)
- Le Village Camping
- La journée de la pêche
- Ponta Beach
- Marché de Noël

### Médias
Parmi les journaux qui couvrent les événements locaux, se trouvent La Presse Pontissalienne (mensuel) et L'Est républicain (quotidien) dans son édition Doubs - Haut-Doubs.

## Économie
La ville héberge une antenne de la chambre de commerce et d'industrie Saône-Doubs.

### Entreprises
Les principales entreprises du Grand Pontarlier en termes d'effectifs sont :
| Nom                                        | Catégorie | Effectif | Activité                                                         |
| ------------------------------------------ | --------- | -------- | ---------------------------------------------------------------- |
| Schrader                                   | Industrie | 378      | Fabrication de valves et accessoires de valves                   |
| Nestlé France                              | Industrie | 300      | Fabrication de poudres chocolatées et conditionnement en sachets |
| Hyper U (Doubs)                            | Commerce  | 233      | Hypermarché                                                      |
| Hifi Filter France Jurafiltration          | Commerce  | 212      | Commerce de détail d'équipements automobiles                     |
| Knauf Ceiling Solutions SAS                | Industrie | 182      | Fabrication de panneaux et dalles de plafonds suspendus          |
| E. Leclerc (Houtaud)                       | Commerce  | 182      | Hypermarché                                                      |
| Constructions De Giorgi                    | Industrie | 108      | Construction de bâtiments divers                                 |
| La Poste                                   | Service   | 108      | Postes nationales                                                |
| Fromageries Marcel Petite (Granges-Narboz) | Industrie | 72       | Fabrication de fromages                                          |
| Clinique Saint-Vincent                     | Service   | 71       | Clinique de soins                                                |
| Gurtner                                    | Industrie | 69       | Fabrication d'articles de robinetterie                           |
| Sedis (Verrières-de-Joux)                  | Industrie | 57       | Fabrication d'organes mécaniques de transmission                 |
| L'Entrepôt du Bricolage (Doubs)            | Commerce  | 55       | Commerce de détail de bricolage                                  |
| Transports Colinet                         | Service   | 54       | Transports routiers de marchandises                              |
| STJ Jeantet (Granges-Narboz)               | Service   | 53       | Transports routiers de marchandises                              |
| Création Parquets et Carrelages            | Commerce  | 50       | Commerce de détail de revêtements de sols et de murs             |

### Industrie
L'industrie est un secteur d'activité important à Pontarlier : en 2007, la zone d'emploi de Pontarlier comptabilisait ainsi 3169 salariés, soit 22,4 % du total des salariés.

#### Agroalimentaire

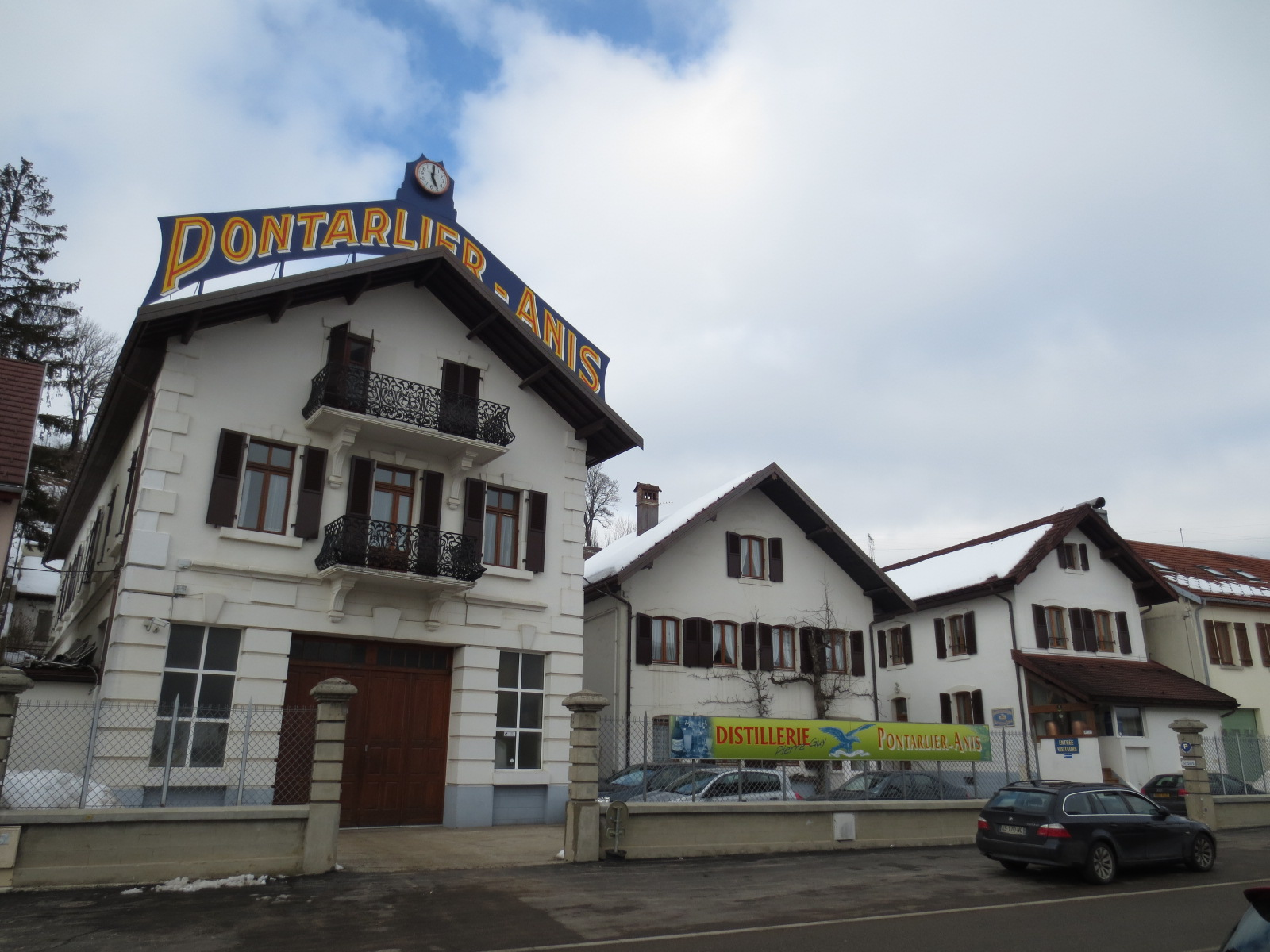
La distillerie Guy, rue des Lavaux.

L'industrie agroalimentaire représentait à elle seule 7,5 % de l'emploi salarié total en 2007 dans la zone d'emploi de Pontarlier. L'usine Nestlé emploie 310 personnes dans la fabrication de poudres chocolatées (Nesquik) et constitue le deuxième site industriel de la ville en termes d'effectifs. La fromagerie Badoz qui produit comté, Mont d'Or, cancoillotte et autres spécialités fromagère, compte une quarantaine de salariés. La distillerie Pierre Guy compte entre 5 et 10 salariés et produit de l'absinthe et un apéritif anisé qui porte le nom de la commune, le Pontarlier (apéritif).

#### Fabrication de matériel de transport
L'usine Schrader est le plus important site industriel de Pontarlier en termes d'effectifs avec 391 salariés. L'usine Gurtner, 106 salariés, produit des pièces industrielles pour l'automobile.

#### Autres
Parmi les autres entreprises notables, l'usine Armstrong Building Products (division plafonds) fabrique des panneaux et dalles de plafonds suspendus et compte 195 employés. L’usine Idealec, comptant une soixantaine de salariés et appartenant au groupe Mersen depuis 2018, fabrique depuis 2001 des composants électroniques (barres laminées d'alimentation).

### Commerces
Des grandes surfaces commerciales sont regroupées dans la zone commerciale « Les Grands Planchants » : l'hypermarché Intermarché, dont l'effectif dépasse les 120 salariés, But, Intersport, Biocoop, Action, Kiabi, Tape à l'œil. Le magasin Aldi est situé rue Louis Pergaud. Le supermarché Colruyt est situé rue de la Paix.

## Culture locale et patrimoine

### Monuments
- Porte Saint-Pierre (XVIIIe siècle)  Inscrite MH (1970).
- Ancienne chapelle des Annonciades (XVIIIe siècle), située au 69 rue de la République,  Classée MH (1936). Le portail et ses vantaux  Classé MH (1913). Utilisée aujourd'hui comme salle d'exposition.
- Château de Sandon,  Inscrit MH (2003). C'est une propriété privée qui n'est pas ouverte au public.
- Le monument aux morts situé dans le cimetière, réalisé par Georges Laëthier.  Inscrit MH (2022).
- Apothicairerie de l'hôpital Saint-Étienne, du XVIIIe siècle[51],[52] ; la collection de pots à pharmacie est inventoriée[53] ;
- Kiosque à musique du (XIXe siècle) dans le parc du Grand Cours[54],[55],[56] ;

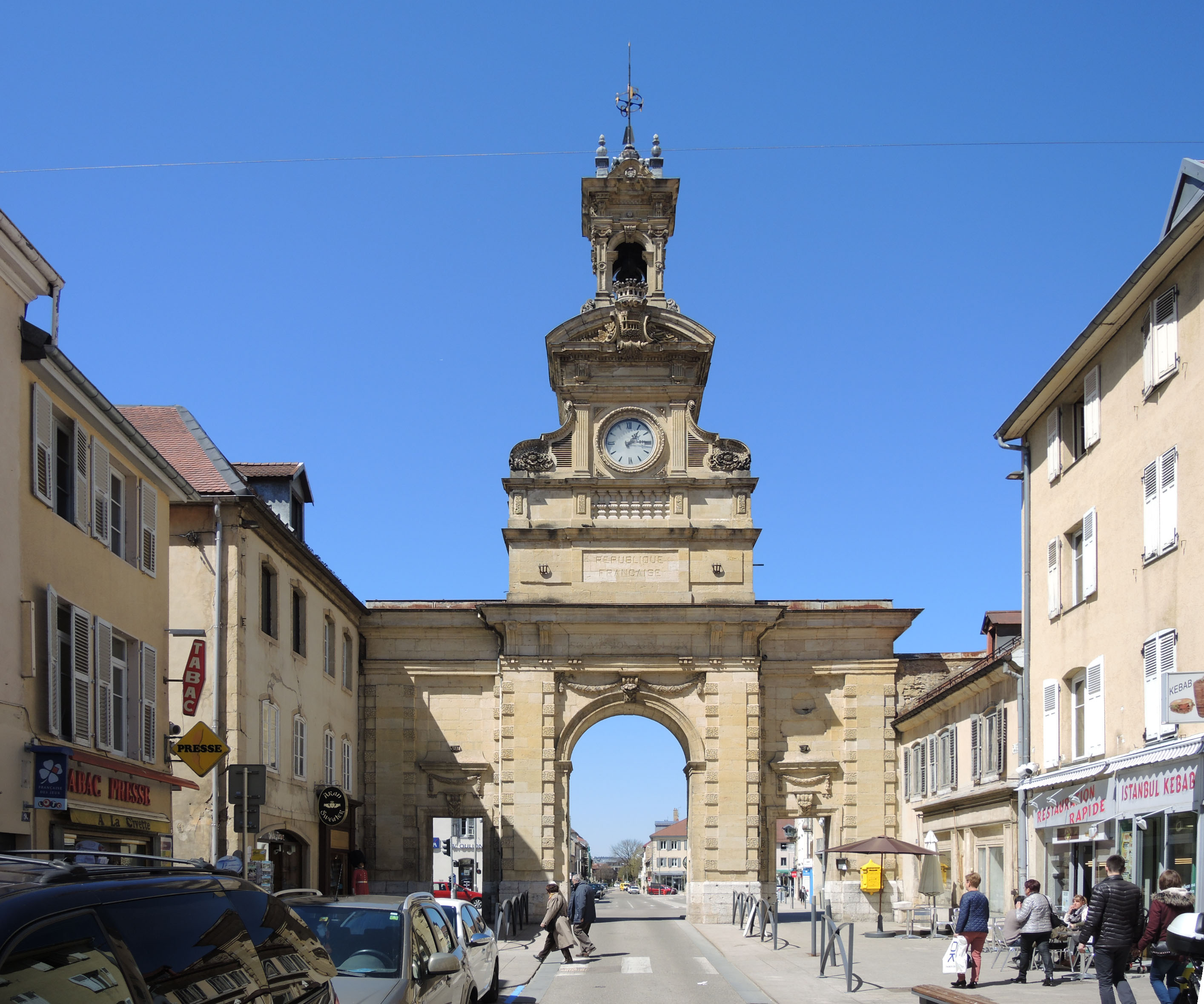
Porte Saint-Pierre.
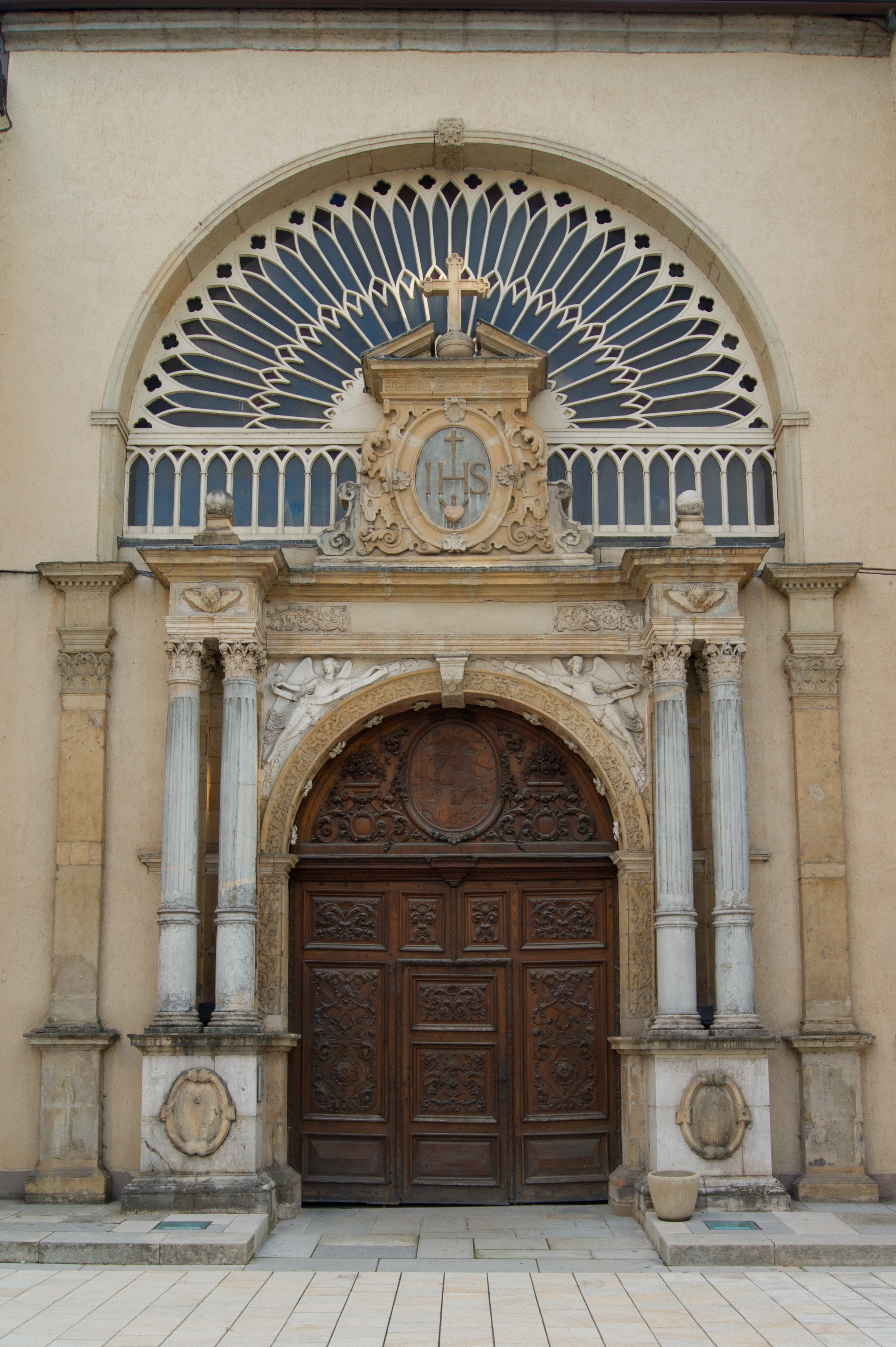
Portail de la chapelle des Annonciades.
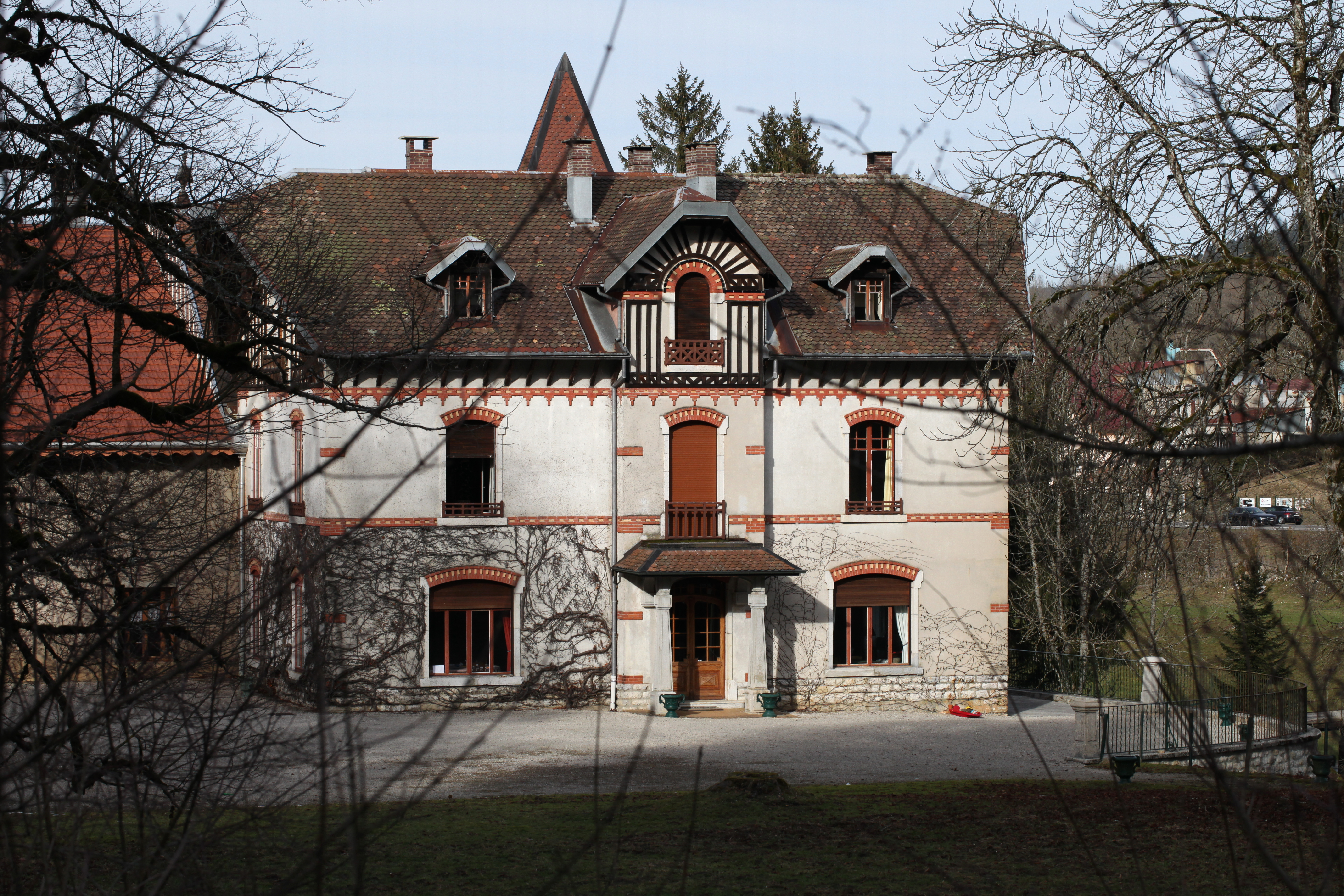
Château de Sandon.
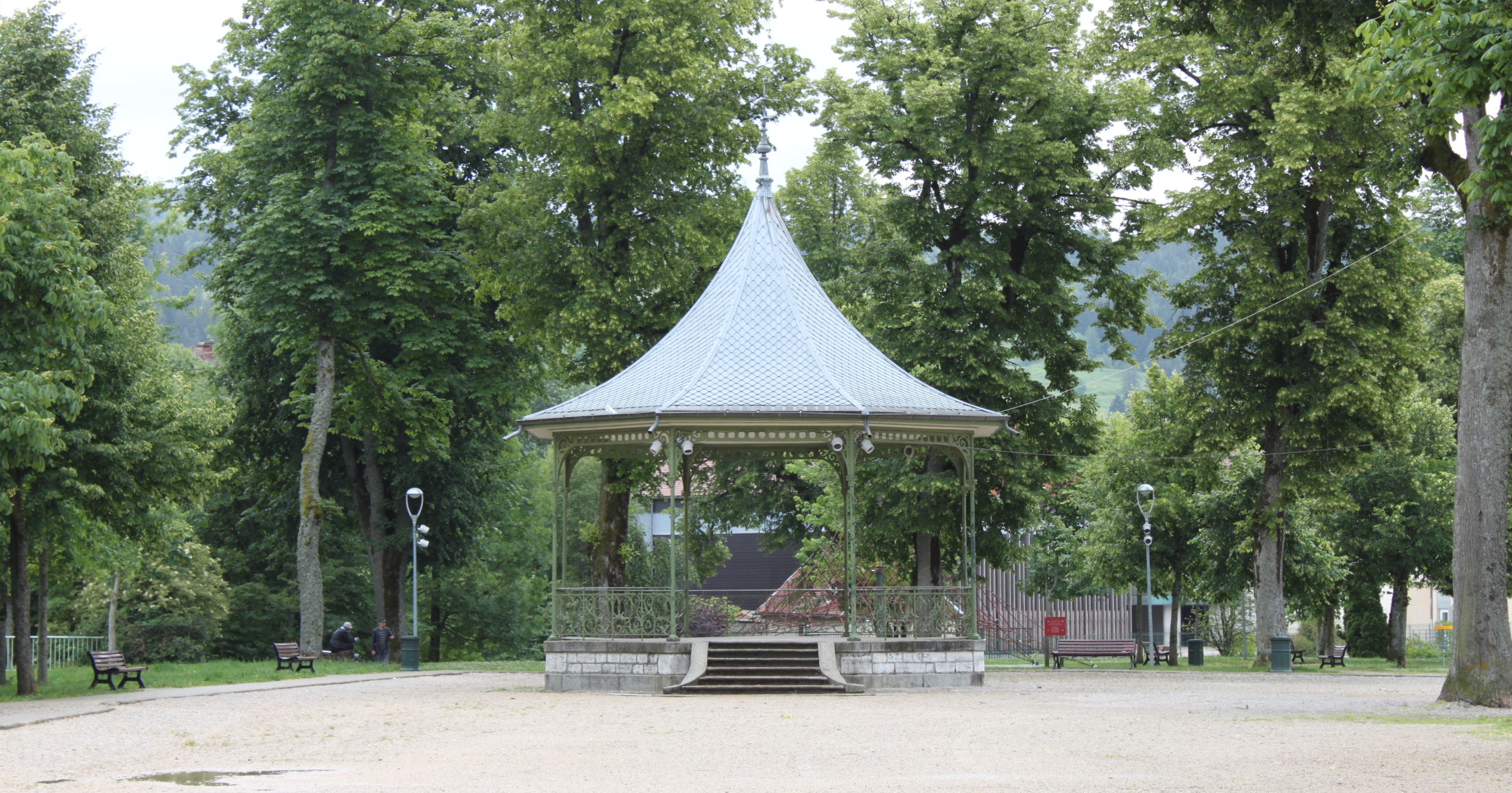
Kiosque à musique.

### Patrimoine religieux
- Église Saint-Bénigne, située au 5 rue du Chanoine-Prenel (XVe siècle), avec vitraux créés en 1976 par le peintre français Alfred Manessier.  Inscrite MH (1970)
- Chapelle Notre-Dame-de-l'Espérance, également appelée chapelle de l'Espérance, située rue de la Chapelle. Petit édifice de 7 mètres sur 5, de style néo-gothique et due à l'architecte Louis Irénée Girod, cette chapelle qui domine Pontarlier est inaugurée sur le mont Molar en 1861, en remerciement à la Vierge Marie pour avoir épargné à la ville l'épidémie de choléra de 1854. Elle est surmontée d'une statue de la Vierge à l'enfant, sculptée par Favier, mise en place en 1862. Abattue par la foudre en 2005, une copie à l'identique est remise en place en 2009.
- Chapelle de l'hôpital Saint-Étienne, située au 13 faubourg Saint-Étienne.
- Chapelle de l'ancien couvent des Capucins, située rue des Abbés-Cattet.
- Église Saint-Pierre, située au 52 rue de Besançon.
- Chapelle Notre-Dame-de-Lourdes, située au 6 rue Boileau.
- Chapelle des Étraches.
- Église protestante unie, située au 1 place Albert Schweitzer.
- Église apostolique, située au 6 rue Albert-Camus.

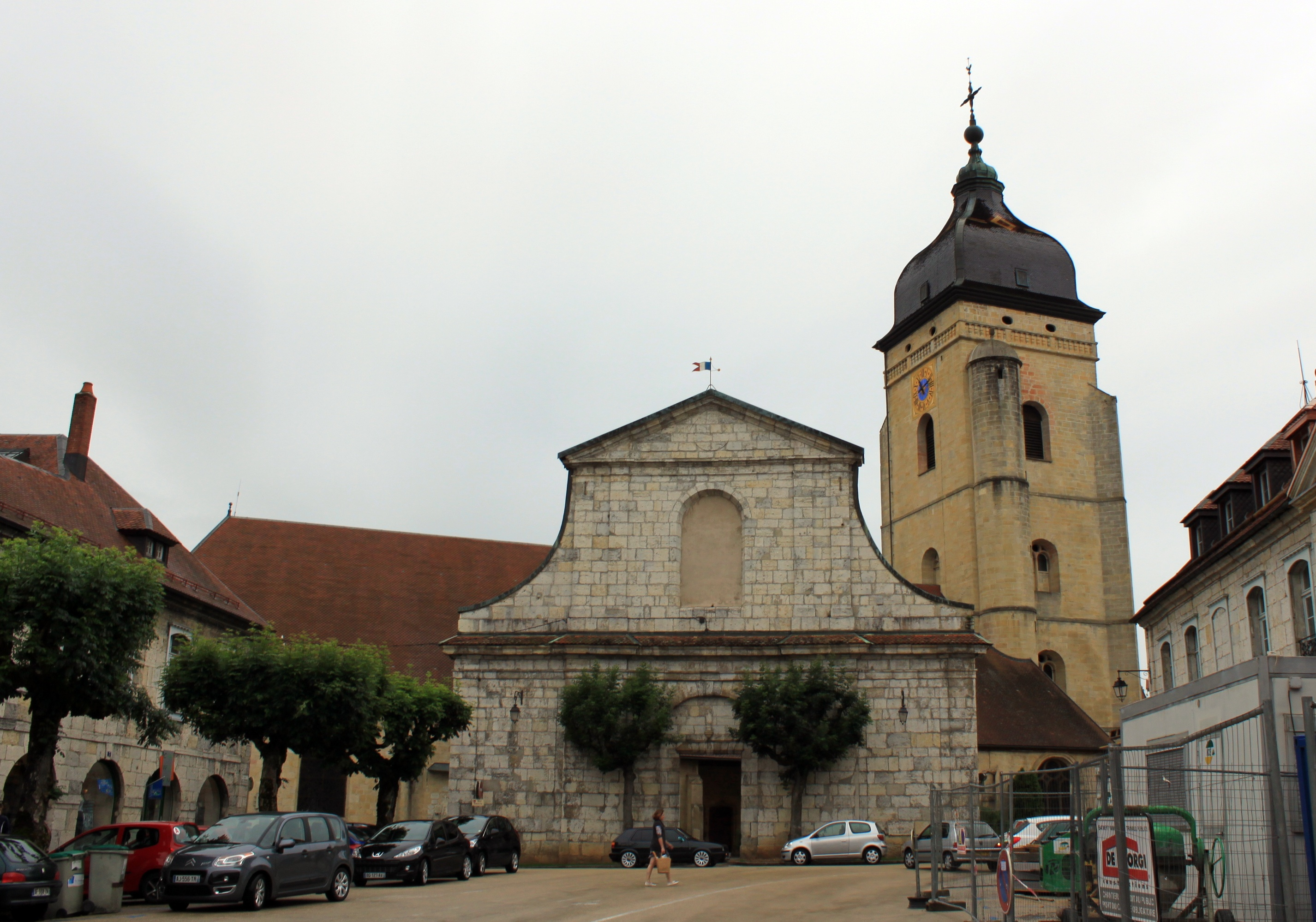
Église Saint-Bénigne.
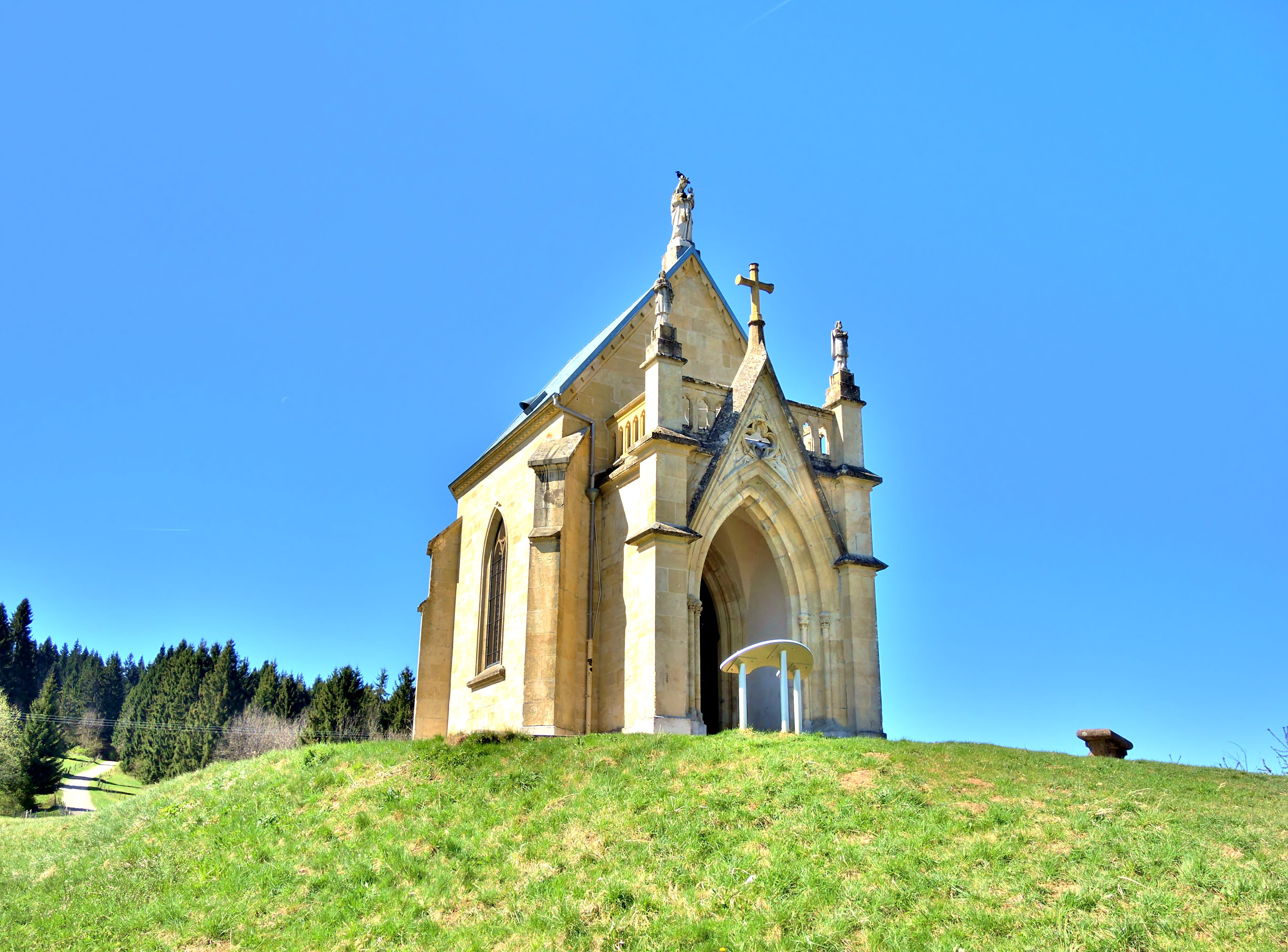
Chapelle Notre-Dame-de-l'Espérance.
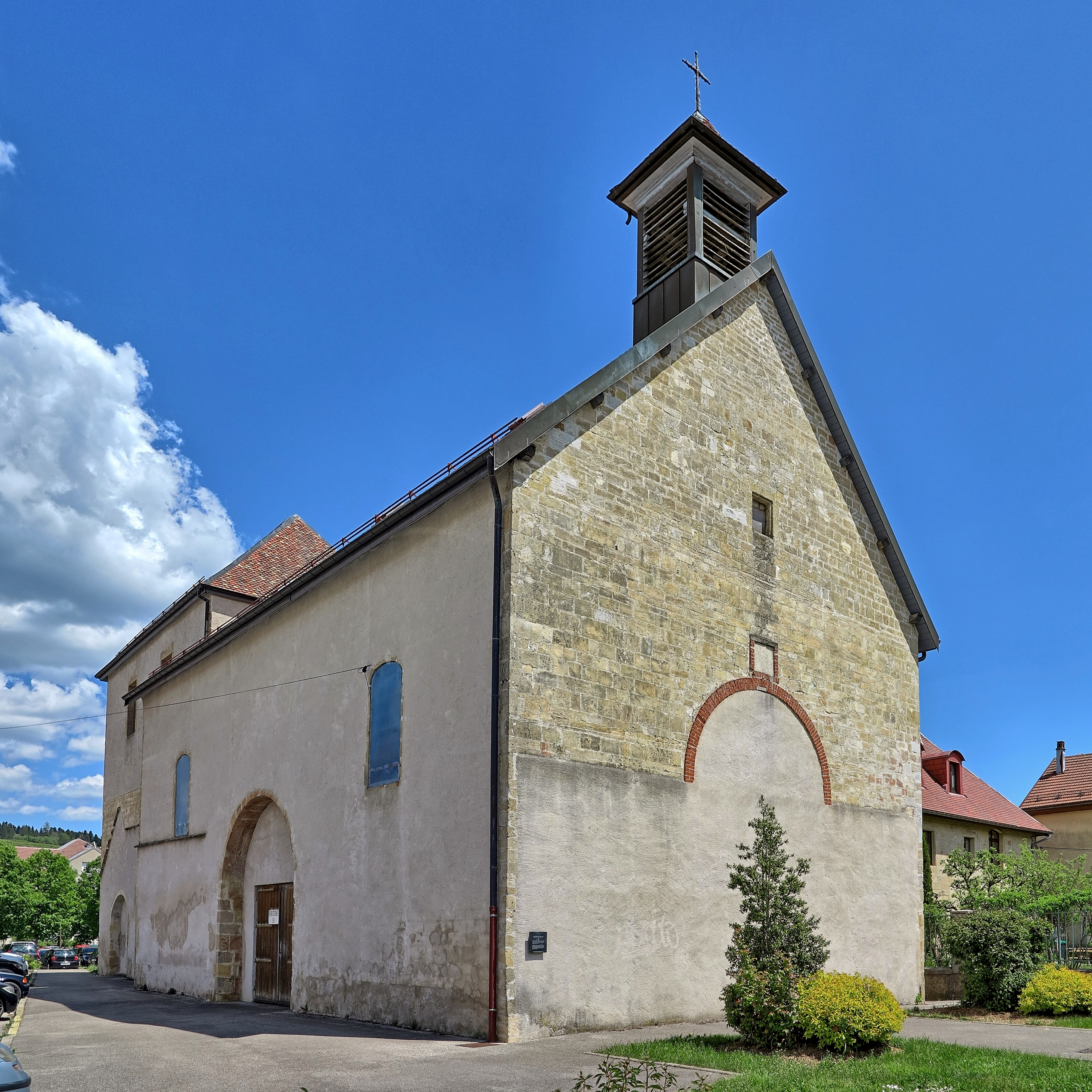
Chapelle du couvent des Capucins.
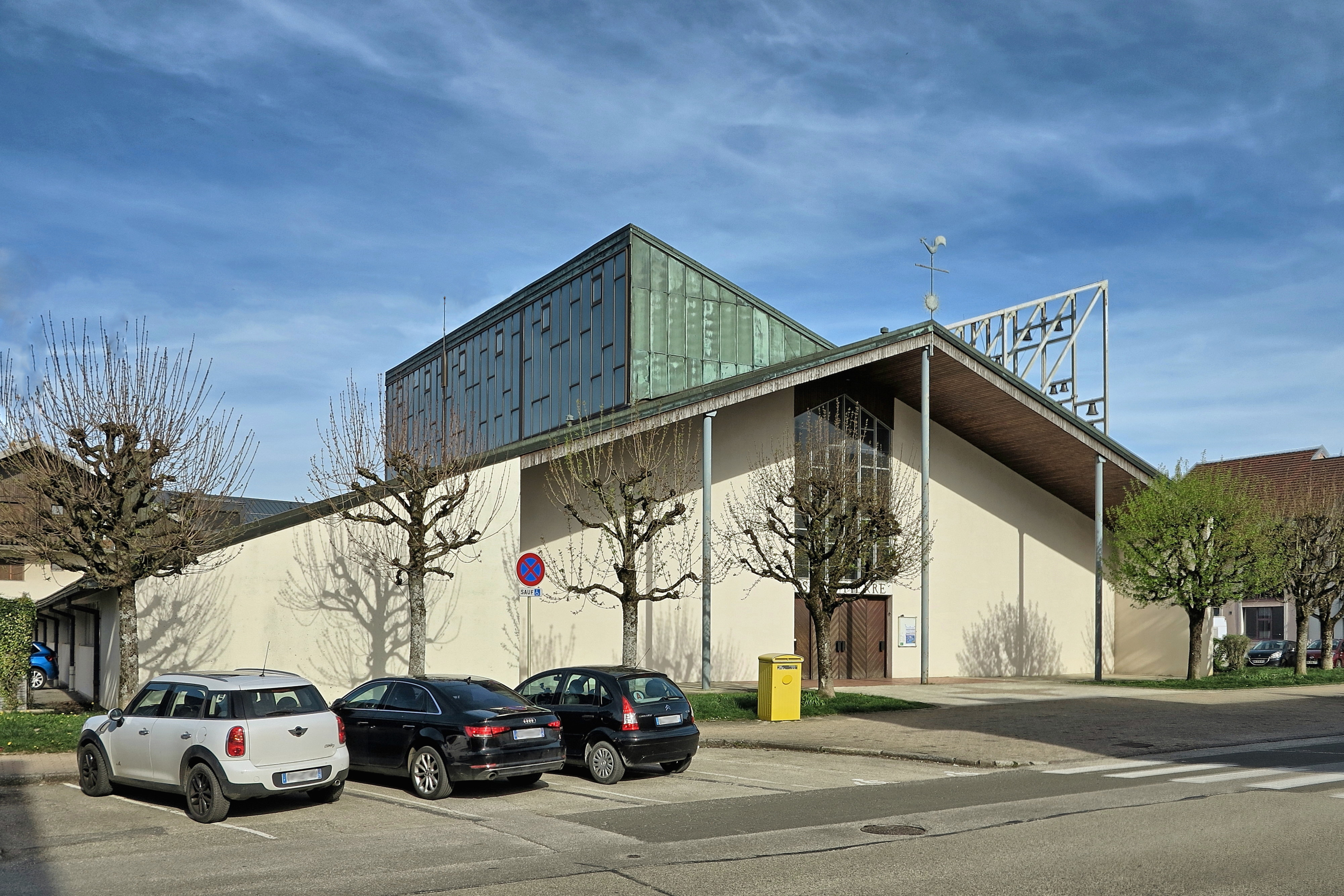
Église Saint-Pierre.
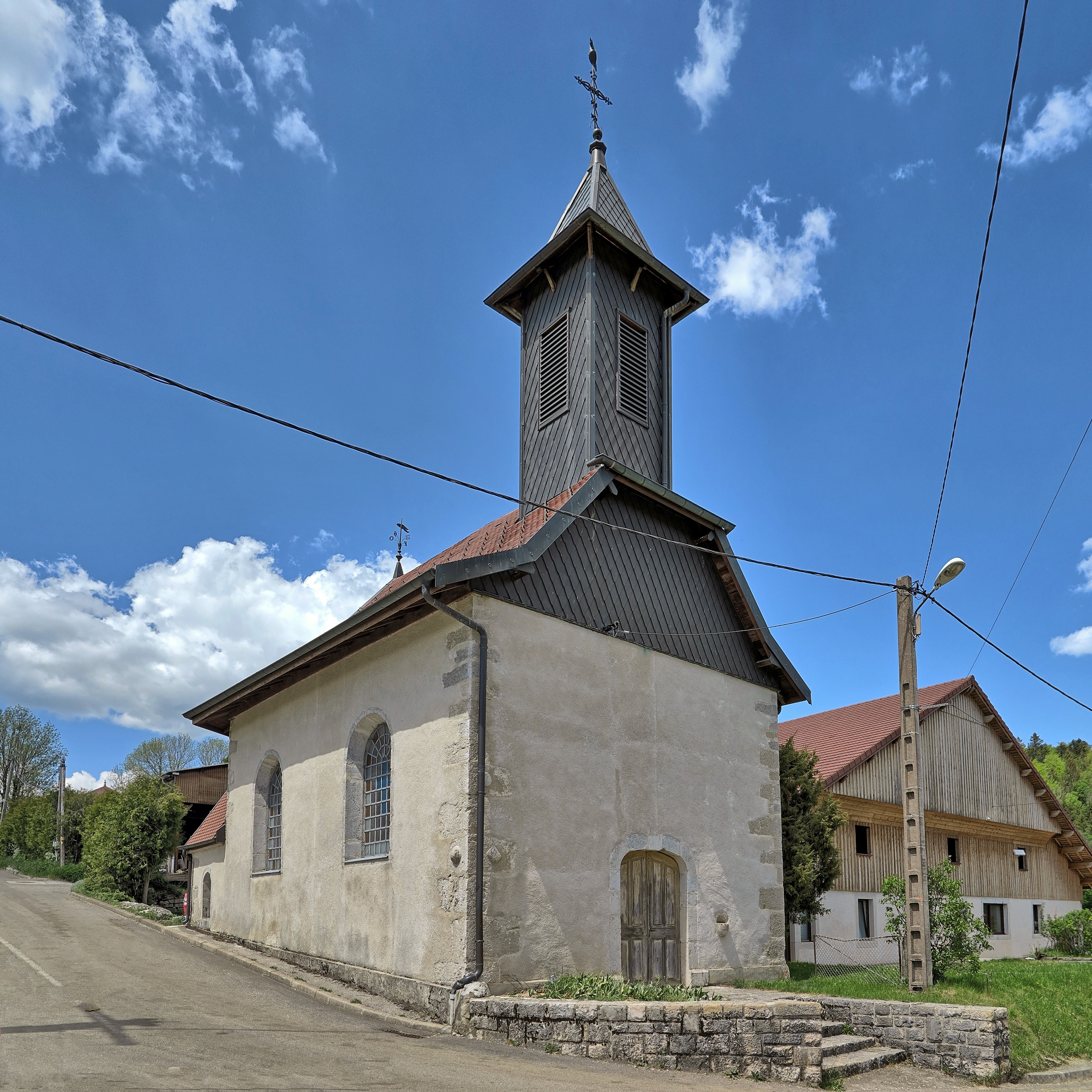
Chapelle des Étraches.

### Patrimoine naturel
- Le Grand Taureau : point culmimant de la commune qui offre un panorama à 360 degrés.
- Les Dames des Entreportes : lame de calcaire taillée par l'érosion dont la forme en trois blocs a fait naître une légende. Celle des trois filles du seigneur de Joux qui auraient été figées dans la pierre[57]. Ce site fait partie des sites classés du département du Doubs par la DREAL depuis 1912[58].
- La vallée du Doubs qui traverse la ville du sud au nord.

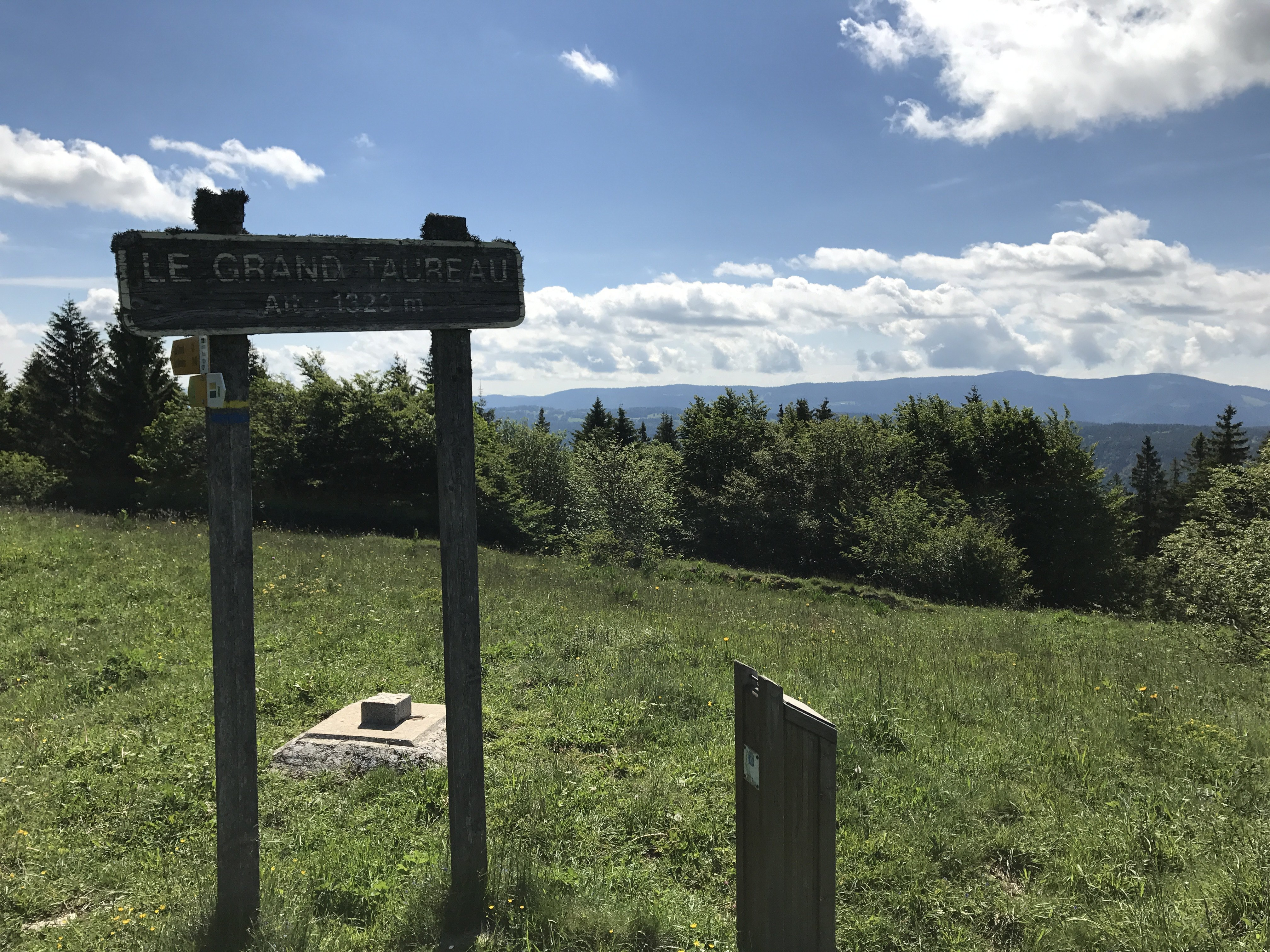
Le Grand Taureau.
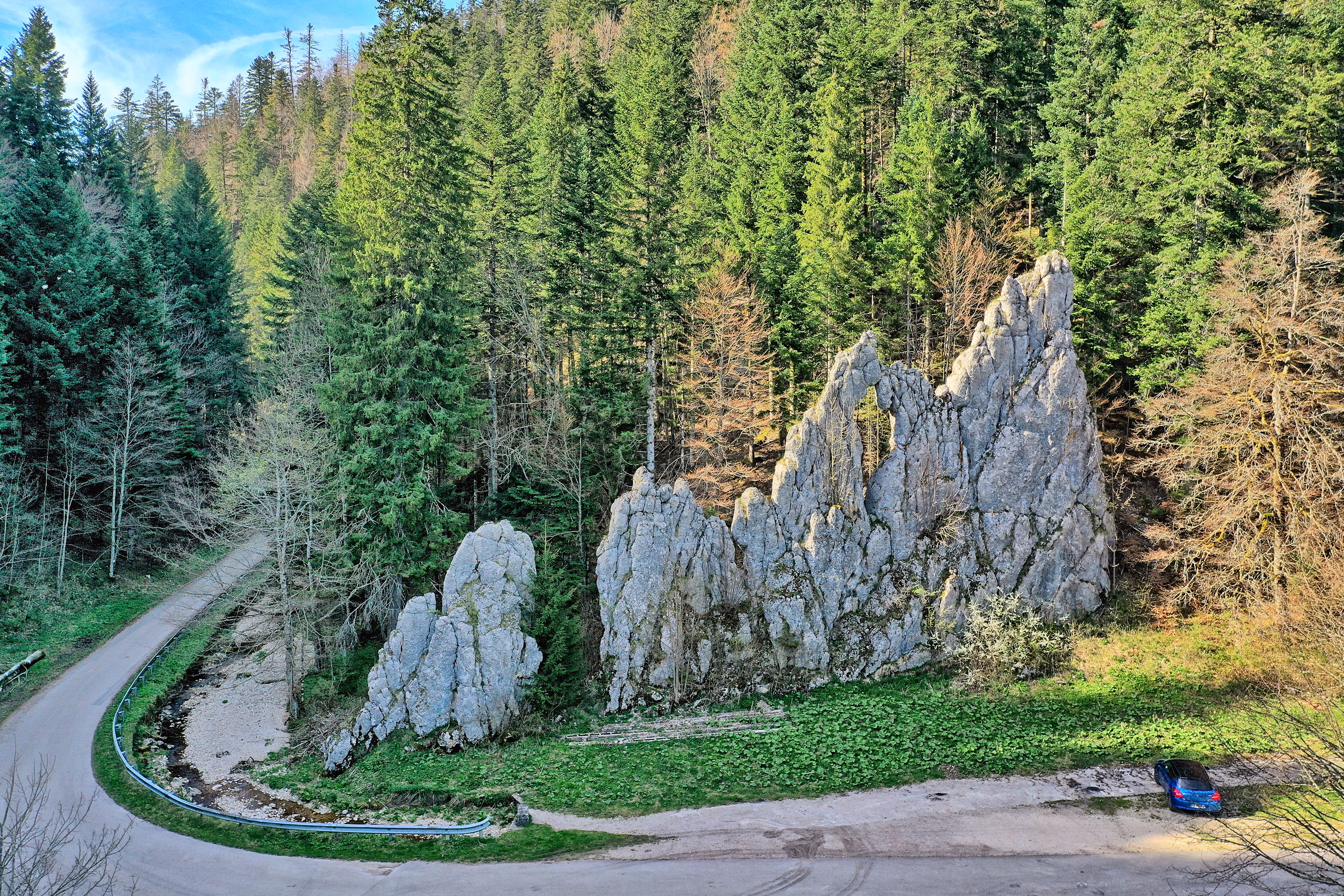
Les Dames des Entreportes.
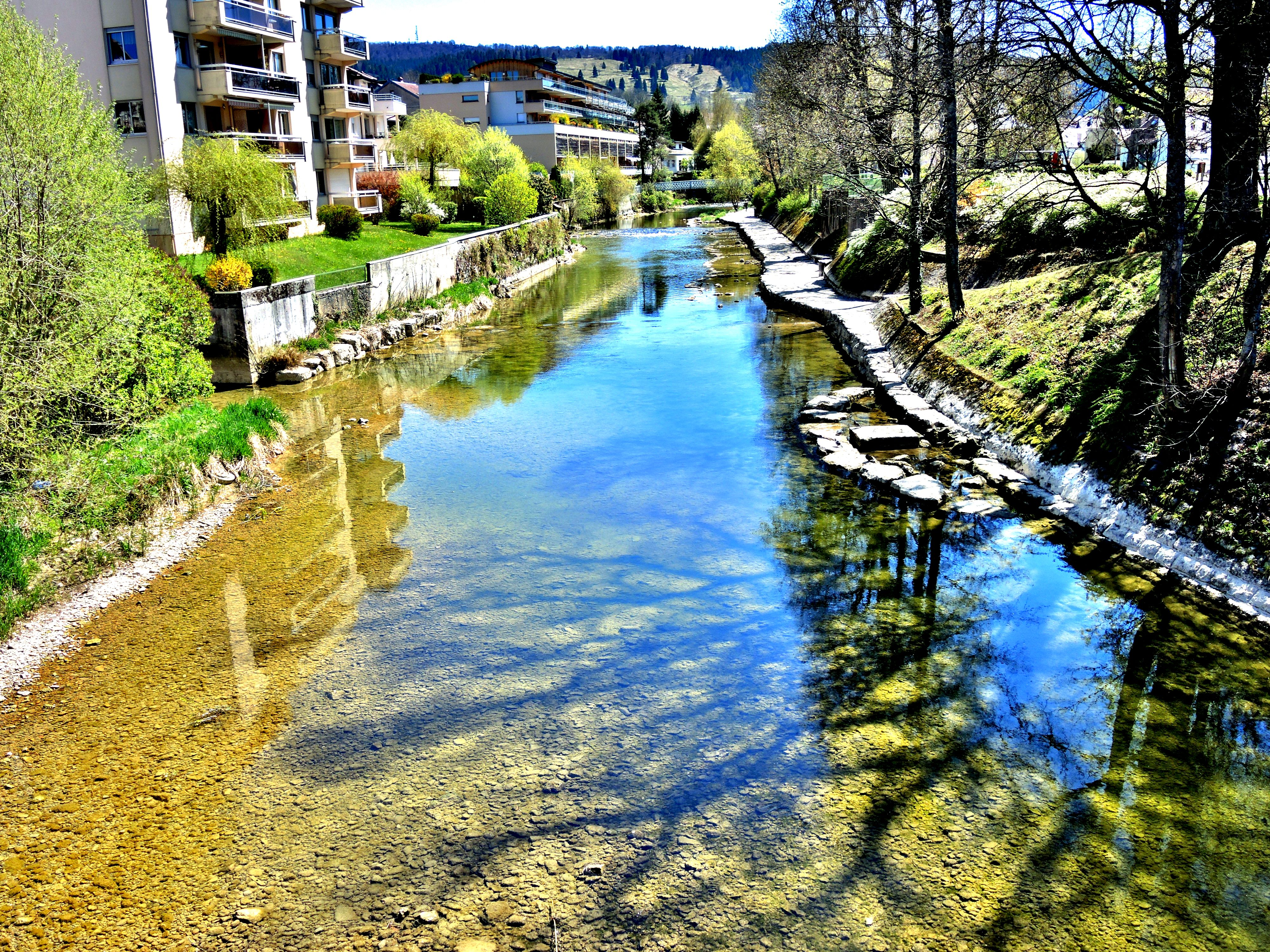
Chemin-promenade sur la berge du Doubs.

### Équipements culturels

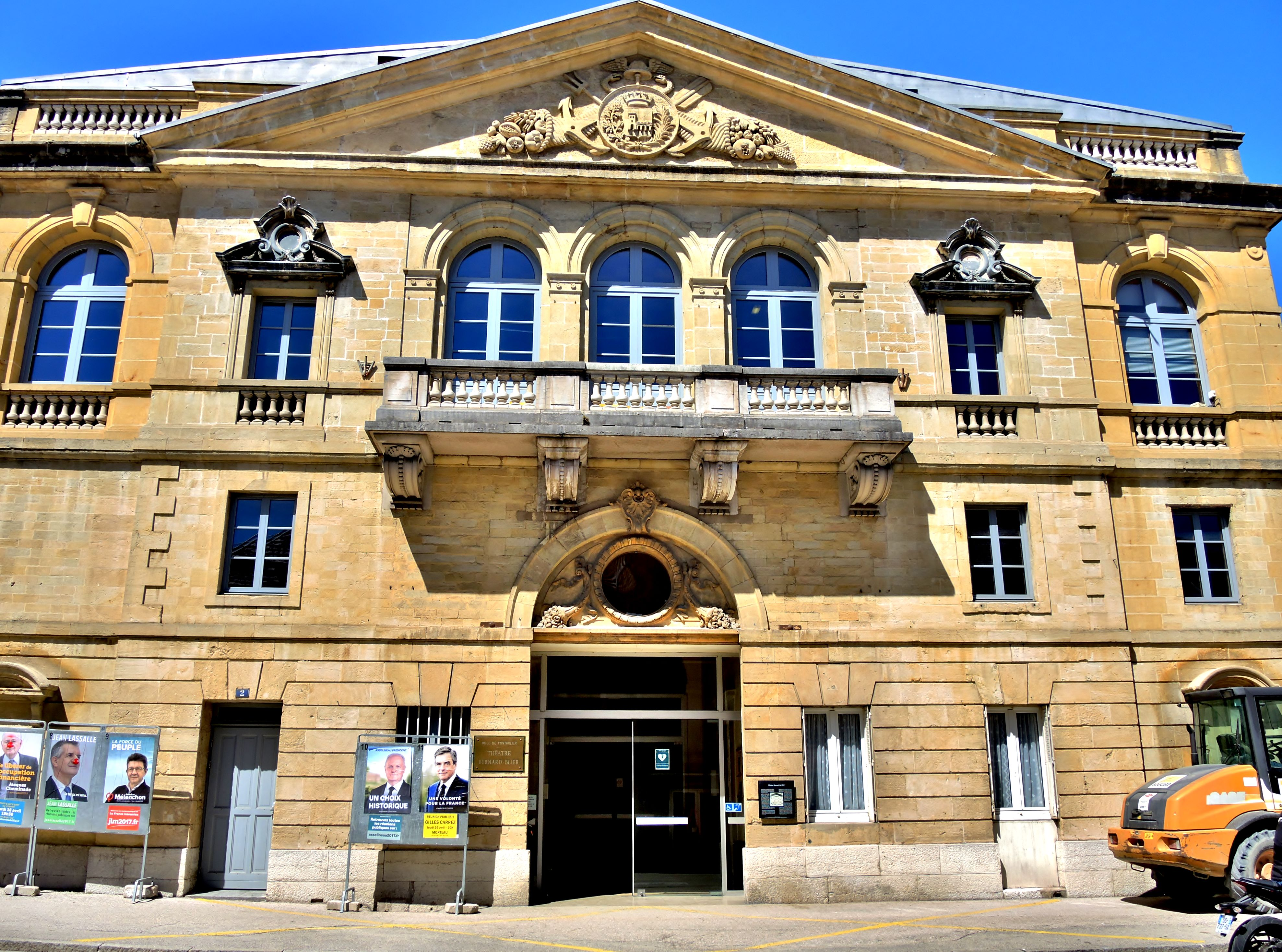
Façade du théâtre Bernard Blier.

- Il existe deux théâtres : le théâtre Bernard Blier et le théâtre du Lavoir.
- Un cinéma (l'Olympia) et le ciné-club Jacques Becker (https://www.ccjb.fr), un ciné-club actif[59] qui anime une programmation régulière et deux festivals.
- Une médiathèque.
- Le Musée municipal de Pontarlier, place d'Arçon : outre des salles de peinture régionale, il présente une exposition d'objets trouvés dans la région depuis la pré-histoire mais surtout le trésor de la nécropole mérovingienne de la Grande Oye à Doubs. Dans ses réserves se trouve une collection importante de livres légués par Xavier Marmier, écrivain voyageur du XIXe siècle. Il possède une collection de faïences. Une exposition sur l'absinthe occupe tout le 1er étage. Au rez-de-chaussée, on découvre des objets faisant partie de l'histoire pontissalienne. La bâtisse appartenait à la famille Saint-Mauris, gouverneurs de Pontarlier et du château de Joux sur plusieurs générations. On y voit des vitraux, des parquets et des plafonds anciens dont une poutre ornée.

### Personnalités liées à Pontarlier

#### Personnalités politiques et militaires
- Sébastien Racle (1652-1724), évangélisa les Abénaquis au Québec et y organisa la résistance aux Anglais.
- Jean Le Michaud d'Arçon (1733-1800), né à Besançon, mais baptisé à Pontarlier, général du corps du génie, spécialiste français des fortifications.
- Jean-Baptiste Michaud (1759-1819), dit « le conventionnel Michaud ». Eut une carrière politique qui dépassa le cadre de la région. Après des études au lycée de Pontarlier, puis de droit à Besançon, il entra au Parlement comme avocat en 1777, à seulement 18 ans. Peut-être influencé par l'exemple de son père - Charles-François Michaud, maire de la ville de 1756 à 1764 et de 1790 à 1795 -, il accepte avec une certaine ardeur les grands principes révolutionnaires et devient l'un des administrateurs du Département du Doubs en 1790. Sa carrière connut des débuts fracassants. Il fut élu député à l'Assemblée législative puis à la Convention. Michaud rejoignit le rang des robespierristes et vota la mort de Louis XVI en 1793. Son action fut ensuite plus modérée, notamment dans les missions qui lui furent confiées. Cette attitude lui permit de traverser la période révolutionnaire sans difficulté. Fidèle à l'idéal républicain, il refusa toute fonction publique sous le consulat et se retira à Pontarlier après 1799 où il vécut avec son père et sa fille. Se consacrant entièrement aux livres, il réalisa l'inventaire et le classement de la bibliothèque municipale. Obligé de s'exiler à la chute de l'Empire, il termina ses jours à Monthey (Valais suisse) en 1819. Soixante ans après sa mort, on retrouva son portrait, signé « La Neuville / Elève de David / 1792 », dans les combles de l'Hôtel de Ville de Pontarlier.
- Charles Antoine Morand (1771-1835), né à Pontarlier, général d'Empire, commandant d'une partie de la Garde impériale, pair de France.
- Auguste Demesnay (1805-1853) fut député du Doubs sous la monarchie de Juillet, la Deuxième République et le Second Empire. Il fut également maire et sous-préfet de Pontarlier.
- Georges Grosjean (1865-1934), homme politique, député du Doubs de 1902 à 1906.
- Philippe Grenier, médecin, est né à Pontarlier (1865-1944) et en a été député républicain (1896-1898).
- René Carré-Bonvalet (1875-1953), sénateur et député.
- Edgar Faure (1908-1988), académicien (1978-1988), président du Conseil (1955-1956), président de l'Assemblée Nationale (1973-1978), a été maire de Pontarlier de 1971 à 1977.
- Jean Bulle (1913-1944), militaire et résistant.
- Raymond Faivre (1910-1944), résistant de la Seconde-Guerre Mondiale[60] et ancien instituteur, dont une école maternelle de la ville porte le nom.
- Denis Badré, né à Pontarlier en 1943, sénateur des Haut-de-Seine et maire de Ville-d'Avray.
- Jacques Degrandi, magistrat né à Pontarlier en 1949.
- Boris Boillon, né à Pontarlier en 1969, diplomate, ambassadeur de France en Irak et en Tunisie.

#### Artistes et écrivains
- François Perrier (1590-1650), peintre, est né à Pontarlier.
- Xavier Marmier (1808-1892), romancier et poète, né à Pontarlier, élu à l'Académie française en 1870.
- Paul Hubert Perny (1818-1907), né à Pontarlier, missionnaire, auteur du premier dictionnaire français-chinois.
- Robert Fernier, peintre (1895-1977), né à Pontarlier, sa maison natale est située au 5 place Roger Salengro, au bord de la rue du Docteur Grenier. Fondateur du Salon des Annonciades et du musée Courbet à Ornans.
- André Roz, né à Paris (1887-1946), peintre.
- Raoul Motoret (1909-1978), écrivain né à Auxonne, a grandi à Pontarlier où son père était commissaire de police.
- Pierre Bichet (1922-2008), peintre, est né à Pontarlier et y a résidé depuis 1955.
- Alain Bouvette (1924-2004), acteur né à Pontarlier.
- Olivier Saillard, historien et directeur du Musée Galliera à Paris, né en 1967 à Pontarlier.
- Rod Barthet, chanteur et guitariste, né en 1970 à Pontarlier, il a grandi dans le quartier du Toulombief.

#### Sportifs
- Didier Faivre-Pierret, cycliste, est né à Pontarlier en 1965
- Stéphane Bouthiaux, biathlète, est né à Pontarlier en 1966.
- Fabrice Guy, champion de combiné nordique, est né à Pontarlier en 1968.
- Jean-Luc Courtet, footballeur né à Pontarlier en 1968.
- Florence Baverel-Robert, biathlète, est née à Pontarlier en 1974.
- Michaël Isabey, footballeur, est né à Pontarlier en 1975.
- Frédéric Baud, coureur de combiné nordique, est né à Pontarlier en 1975.
- Alexandre Rousselet, skieur de fond, né à Pontarlier en 1977.
- Vincent Defrasne, biathlète, est né à Pontarlier en 1977.
- Christophe Humbert, judoka, est né à Pontarlier an 1979.
- Anouk Faivre-Picon, fondeuse, est née à Pontarlier en 1986.
- François Braud, coureur de combiné nordique, est né à Pontarlier en 1986.
- Jérémy Monnier, tireur à la carabine, né à Pontarlier en 1989.
- Pierre Guy (de la distillerie du même nom), a participé deux fois aux Jeux olympiques (Rome et Tokyo) dans la catégorie Tir.
- Célia Aymonier, fondeuse, et biathlète (en activité), est née à Pontarlier en 1991.
- Manon Bohard, traileuse, est née à Pontarlier en 1991.
- Marine Dupuis, handballeuse, est née à Pontarlier en 1992.
- Lou Jeanmonnot, biathlète, est née à Pontarlier en 1998.
- Oscar Lombardot, biathlète, est né à Pontarlier en 2000.
- Mattéo Baud, coureur de combiné nordique, est né à Pontarlier en 2002.
- Joséphine Pagnier, sauteuse à ski, est née à Pontarlier en 2002.

#### Autres
- Louis Beuque (1715-1799), architecte né à Pontarlier.
- Henri-Louis Pernod (1776-1851), distillateur suisse, fondateur de la maison Pernod Fils.
- Paul Hubert Perny (1818-1907), né sur la commune, missionnaire et botaniste en Chine[61].
- Jean-Luc Moner-Banet (1964-), directeur général de la Loterie Romande depuis 2007, né à Pontarlier.
- Alexandre Pasteur, journaliste sportif né à Pontarlier en 1970.

### Héraldique
| Blason de Pontarlier | Blason  | De gueules à la tour accostée à senestre d'un pont de trois arches romanes mouvant du flanc, le tout d'argent maçonné de sable. |
| Blason de Pontarlier | Détails | Le statut officiel du blason reste à déterminer.                                                                                |